# 諸葛亮
諸葛 亮（しょかつ りょう、拼音: Zhūgě Liàng ジューガー・リャン、181年 - 234年8月末）は、中国後漢末期から三国時代の蜀漢の政治家・武将（軍師）。亮は諱で字は孔明（）。
司隷校尉諸葛豊の子孫。泰山郡丞諸葛珪の子。諡は忠武侯（）。蜀漢の建国者である劉備の創業を助け、その子の劉禅の丞相としてよく補佐した。伏龍、臥龍とも呼ばれる。今も成都や南陽には諸葛亮を祀る武侯祠がある。
妻は黄夫人。子は蜀漢に仕え綿竹で戦死した諸葛瞻。孫には同じく蜀漢に仕え父と共に綿竹で戦死した諸葛尚や、西晋の江州刺史になった諸葛京がいる。親族として叔父の豫章太守諸葛玄、同母兄で呉に仕えた諸葛瑾とその息子の諸葛恪、同母弟で同じく蜀漢に仕えた諸葛均などが知られる。一族には、魏の武将として仕えた諸葛誕などがいる。

## 生涯

### 書生時代
徐州琅邪郡陽都県（現在の山東省臨沂市沂南県）が出生地。本貫も同地である。身長は8尺（後漢の頃の1尺は23cmで8尺は184cm、魏・西晋の頃の1尺は24.1cmで8尺は192.8cmになる）。その祖先は前漢元帝の時の司隷校尉の諸葛豊。父の諸葛珪は泰山郡の丞（郡の副長官）を務めた人物であるが、諸葛亮が幼い時に死去している。年の離れた兄には呉に仕えた諸葛瑾（異母兄説がある）、弟には同じく蜀漢に仕えた諸葛均、他に妹がいる。
まだ幼い頃、徐州から弟の諸葛均と共に叔父の諸葛玄に連れられ南方へ移住する。この時の行き先について『三国志』本伝では、叔父の諸葛玄は袁術の命令を受けて豫章太守に任命されるが、後漢の朝廷からは朱皓が豫章太守として派遣され、その後、劉表の元に身を寄せたとなっている。これに対して裴松之注に引く『献帝春秋』では、朝廷が任命した豫章太守の周術が病死したので劉表が代わりに諸葛玄を任命したが、朝廷からは朱皓が送り込まれ、朱皓は劉繇の力を借りて諸葛玄を追い出し、諸葛玄は逃れたが建安2年（197年）に民衆の反乱に遭って殺され、首を劉繇に送られたとなっている。
その後、諸葛亮は荊州で弟と共に晴耕雨読の生活に入り、好んで『梁父吟』を歌っていたという。この時期には自らを管仲・楽毅に比していたが、当時の人間でこれを認める者はほとんどおらず、親友の崔州平（太尉・崔烈の子、崔均の弟）や徐庶だけがそれを認めていたという。この時期の他の学友に石韜や孟建がいる。また、この時期に地元の名士の黄承彦の娘を娶ったようである。これは裴松之注に引く『襄陽記』に見える話で、黄承彦は「私の娘は色が黒くて醜いが、才能は君に娶わせるに足る」と言い、諸葛亮はこれを受け入れた。周囲ではこれを笑って「孔明の嫁選びを真似てはいけない」と囃し立てたという。これ以降、不器量の娘を進んで選ぶことを「孔明の嫁選び」と呼ぶようになった。
妻の父の黄承彦の妻は襄陽の豪族蔡瑁の長姉であり、蔡瑁の次姉は劉表の妻であるため、蔡瑁・劉表は義理の叔父に当たる。また、諸葛亮の長姉は房陵太守蒯祺の妻、次姉は龐徳公の息子の妻であり、龐徳公の甥の龐統も親戚である。

### 三顧の礼と決起

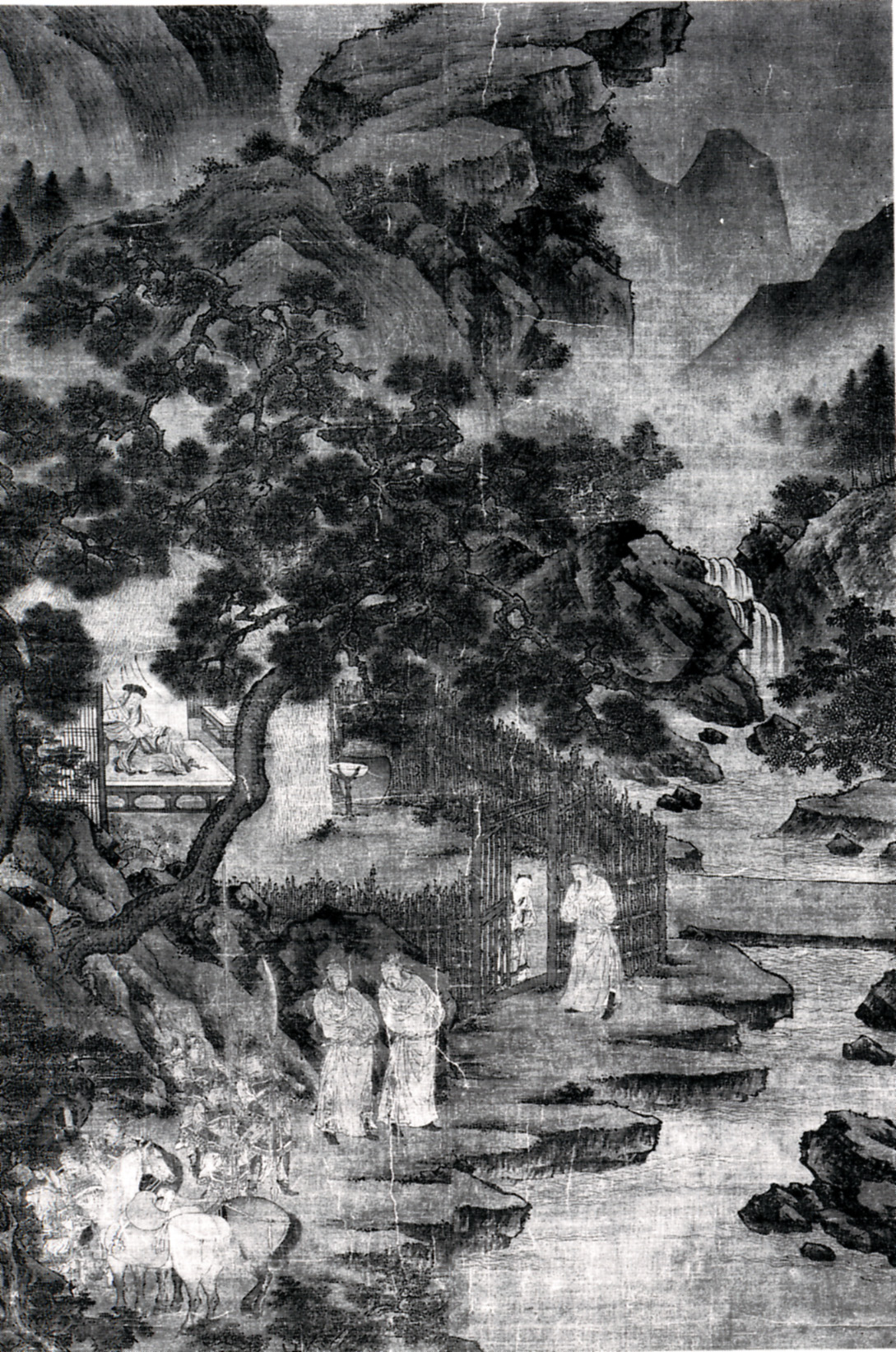
明の時代に描かれた「三顧の礼」の様子

華北ではこの頃、建安5年（200年）に曹操が袁紹を打ち破って覇権を手中にし、南進の機会を窺っていた。劉備は袁紹の陣営を離れて劉表を頼り、荊州北部の新野（現在の河南省南陽市新野県）に居城を貰っていた。

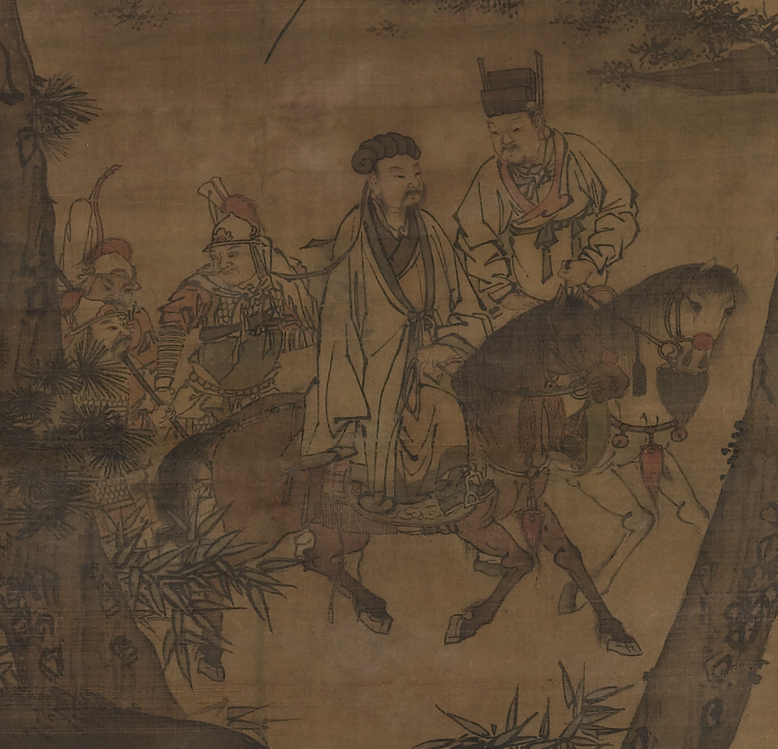
明の時代に描かれた「孔明の出廬」の様子

諸葛亮は前述のように晴耕雨読の日々を送っていたが、友人の徐庶が劉備の下に出入りして、襄陽の古隆中に住む諸葛亮のことを劉備に話した。人材を求める劉備は徐庶に諸葛亮を連れてきてくれるように頼んだが、徐庶は「諸葛亮は私が呼んだくらいで来るような人物ではない」と言ったため、劉備は3度諸葛亮の家に足を運び（207年冬～208年春）、やっと迎えることができた。これが「三顧の礼」である。この時、諸葛亮は劉備に対していわゆる「天下三分の計」を故事に習って示し、「曹操・孫権と当たることを避けて、まずは荊州・益州を領有し、その後に天下を争うべきだ」と勧めた。これを聞いた劉備は諸葛亮の見識を認めて左将軍掾(主任)に起用し、諸葛亮も劉備に仕えることを承諾した。これを「孔明の出廬」という。
諸葛亮は劉備軍加入後、真っ先に曹操の侵略を抑えることを最優先とした。孔明加入前の劉備軍は統制が弱かったが、孔明が陣頭指揮に立ってからは規律を第一とし、真っ先に曹操の攻撃を堅守で制圧して堅く守り切り、その間に颯爽と勢力を固めていくことになる。

### 赤壁の戦い
建安13年（208年）、劉表陣営では次男の劉琮が後継となることがほとんど決定的となり、長男の劉琦は命すら危ぶまれていた。劉琦は自らの命を救う策を諸葛亮に聞こうとしていたが、諸葛亮の方では劉表一家の内輪もめに劉備共々巻き込まれることを恐れて、これに近寄らなかった。そこで劉琦は一計を案じて高楼の上に諸葛亮を連れ出し、登った後で梯子を取り外して、諸葛亮に助言を求めた。
観念した諸葛亮は春秋時代の晋の文公の故事を引いて、劉琦に外に出て身の安全を図るよう薦めた。劉琦はこれに従い、その頃ちょうど太守の黄祖が孫権に殺されたため空いていた江夏（現在の湖北省東部）へ赴任することにした。劉琦の兵力は後に劉備たちが曹操に追い散らされたときに貴重な援軍となった。
同年、劉表が死去。その後を予定通り劉琮が継ぐ。諸葛亮は劉備に「荊州を取れば曹操に対抗できる」と勧めたが、劉備はこれに難色を示す。まもなく曹操が南下を開始すると、劉琮はすぐさま降伏した。劉備は曹操の軍に追いつかれながらも、手勢を連れて夏口へ逃れた（長坂の戦い）。
孫権陣営は情勢観察のため、劉表の二人の息子への弔問を名目に魯粛を派遣してきていた。諸葛亮は劉備に孫権からの救援を求めることを進言し、魯粛と共に孫権の下へ赴いた。曹操との交戦と劉備陣営との同盟を孫権に説き、孫権から「劉備殿はどうしてあくまでも曹操に仕えないのか」と問われ、諸葛亮は「田横は斉の壮士に過ぎなかったのに、なおも義を守って屈辱を受けませんでした。まして我が主・劉玄徳は王室の後裔であり、その英才は世に卓絶しております。多くの士が敬慕するのは、まるで水が海に注ぎこむのと同じです。もし事が成就しなかったならば、それはつまりは天命なのです。何故曹操の下につくことなどできましょうか」と答えた。また、曹操軍と孫劉同盟軍との戦力を分析し、曹操軍が必ず敗れることを説くと孫権は大いに喜び、水軍三万を派遣した。その後、劉備・孫権の連合軍は曹操軍と長江流域で対決し、勝利した（赤壁の戦い）。

### 入蜀
戦後、劉備たちは荊州南部の4郡を占領した。諸葛亮は軍師中郎将・零陵桂陽長沙三郡部郡従事(兵権を有し、3郡の太守を監察する職掌)に任命され、3郡の統治に当たりここからの税収を軍事に当てた。この頃、諸葛亮と並び称された龐統が劉備陣営に加わった。
建安16年（211年）、益州の劉璋より、五斗米道の張魯から国を守って欲しいとの要請が来た。しかし、その使者の法正は張松と謀って、益州の支配を頼りない劉璋から劉備の手に渡すことを目論んでいた。劉備は初めこれを渋ったが、龐統の強い勧めもあり、益州を奪う決心をした。劉備は龐統、黄忠、法正らを連れて益州を攻撃した。諸葛亮は張飛、趙雲、劉封らと共に長江を遡上し、手分けして郡県を平定。諸葛亮らは戦うところ全てで勝利した（『三国志』劉封伝）。郡県の平定を終えると劉備と合流し共に成都を包囲した（劉備の入蜀）。
建安19年（214年）に益州が平定されると、諸葛亮は軍師将軍・署左将軍府事となる。劉備が外征に出る際には常に成都を守り、兵站を支えた。また法正、劉巴、李厳、伊籍と共に蜀の法律である蜀科を制定した。

### 劉備の死

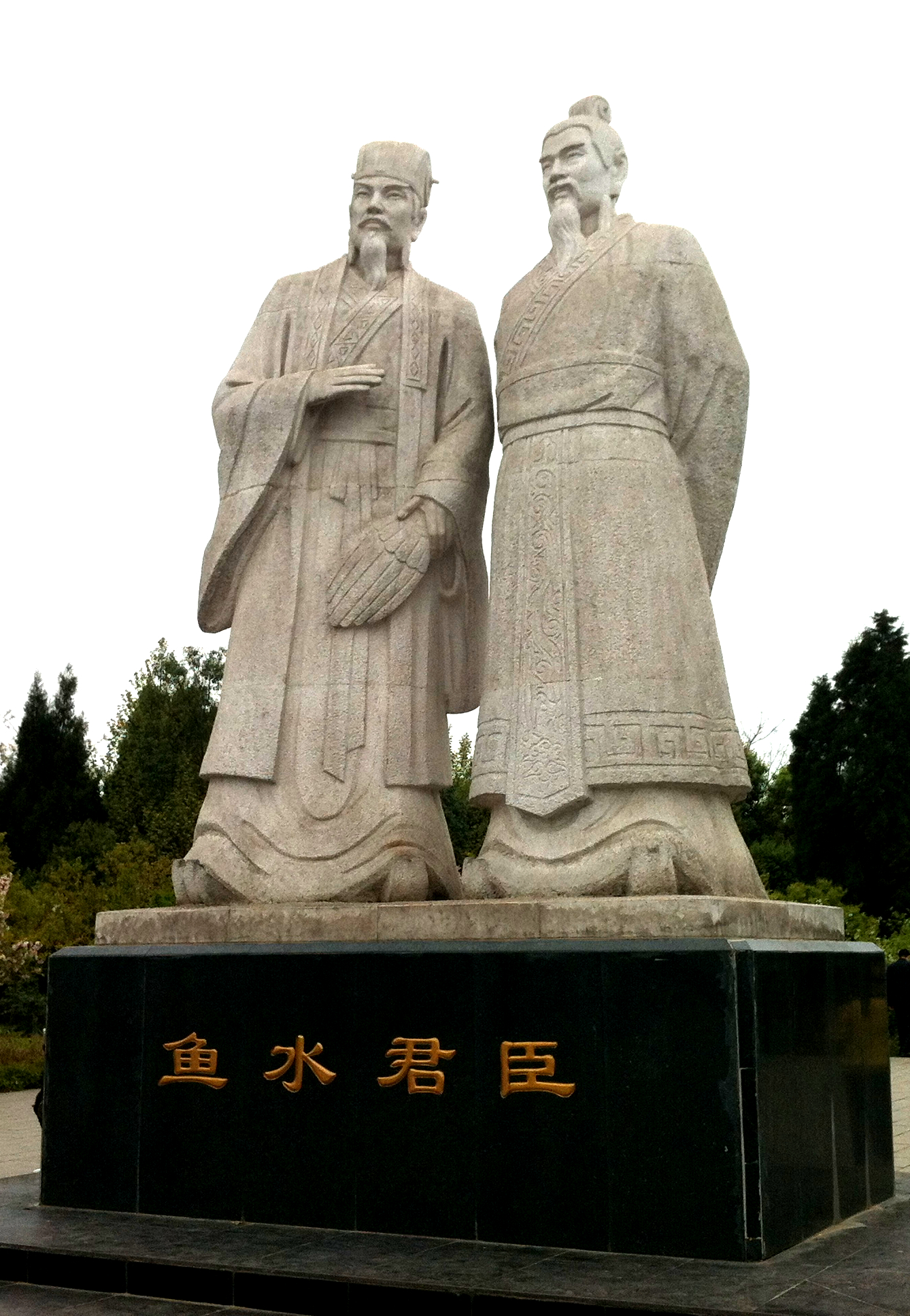
諸葛亮と劉備の像

その後、劉備は曹操に勝利して漢中を領有したが、荊州が孫権軍（呂蒙・陸遜）に奪われ、さらに留守をしていた関羽が捕らえられて斬殺された（樊城の戦い）。
劉備の養子である劉封が孟達、申儀の裏切りにより曹操軍に敗走して成都に戻ってくると、劉備は劉封が関羽の援軍に行かなかったことと、孟達の軍楽隊を没収したことを責めた。諸葛亮は「劉封の剛勇さは劉備の死後に制御し難くなるだろう」という理由から、この際に劉封を除くように進言した。劉備はその提案に従い、劉封を自殺させた。
建安25年（220年）正月に曹操が死去。程なくして曹丕が後漢の献帝より禅譲を受けて、魏王朝を建てた。一方、劉備は後漢の献帝が殺害されたとの報に触れ、翌年成都で漢を継ぐことを宣言し、皇帝に即位して蜀漢を建て、諸葛亮は丞相・録尚書事となった。
章武元年（221年）に劉備は、関羽の弔い合戦を兼ねた荊州奪還を目的に呉へ進軍を計画するが、この準備段階で張飛が部下の范彊と張達に殺され、両人がその首級を持って孫権の下へ出奔するという事件が起こる。諸葛亮は張飛が就いていた司隷校尉を兼務する。進軍は最初から順調で、その勢いに孫権は途中で和睦を行おうとしたが、劉備は決して聞き入れようとはせず、進軍を続けていった。前線を次々と破る快進撃を続けた劉備であったが、最後は陸遜の作戦により、荊州のみならず軍の大半と数多の優秀な人材を失う大敗を喫した（夷陵の戦い）。この敗北によって諸葛亮が劉備に示した「天下三分の計」は頓挫した。諸葛亮は後に「法孝直（法正）が生きていれば、主上（劉備）を抑えて東征させたりはしなかっただろう。例え東征したとしても、このような危機にはならなかっただろうに」と嘆いた。
劉備は敗戦の失意から病気が重くなり、逃げ込んだ白帝城で章武3年（223年）に崩御した。崩御にあたり劉備は諸葛亮に対して「そなたの才能は曹丕の10倍ある。きっと国を安定させて、最終的に大事を果たすだろう。もし我が子（劉禅）が補佐するに足りる人物であれば補佐して欲しい。もし我が子に才能がなければ迷わずそなたが国を治めてくれ」と李厳と共に事後を託した。これに対して諸葛亮は涙を流し、股肱の臣下としての忠誠を誓った。
また、劉備は死に際して諸葛亮に向かい「馬謖は言葉だけで実力が伴わないから重要な仕事を任せてはいけない」と言い残した（「馬謖伝」）。

### 益州南部の平定
劉禅が帝位に即くと、諸葛亮は武郷侯、開府治事、益州刺史を兼ね、政治の全権を担った。諸葛亮は農業生産を積極的に開発し、農家の負担を可能な限り減らすようにして秦の時代に築かれた水利施設を再構築した。
諸葛亮は「孫権が劉備の死を聞けば、おそらく異心を抱くだろう」と深く心配していたが、鄧芝を派遣して孫権との友好関係を整え、孫権は魏との関係を絶って蜀と同盟し、張温を派遣して返礼させた。さらに、魏に対する北伐を企図する。魏は、諸葛亮が実権を握ったのを見て、華歆、王朗、陳羣、許芝のほか同族の諸葛璋ら高官が相次いで降伏勧告の手紙を送りつけたが、諸葛亮は返事を出さず後に『正議』を発表して彼らを批判した。
劉備の没後、益州南部で雍闓・高定らが反乱を起こしていたが、諸葛亮は建興3年（225年）に益州南部四郡をことごとく平定した（南征）。この地方の異民族に漢代を通じて始めて税を課すことに成功して財物を軍事に充て、蜀の財政は大いに潤った。『漢晋春秋』『華陽国志』によると、この時七縦七擒の故事があったといわれる（詳しくは「孟獲」の項を参照）。
12月に諸葛亮が成都に帰還すると、西南夷は再び反乱を起こし、雲南太守の呂凱が反乱軍に殺害されたため、庲降都督の李恢が兵を率いて反乱を鎮圧した。

### 北伐

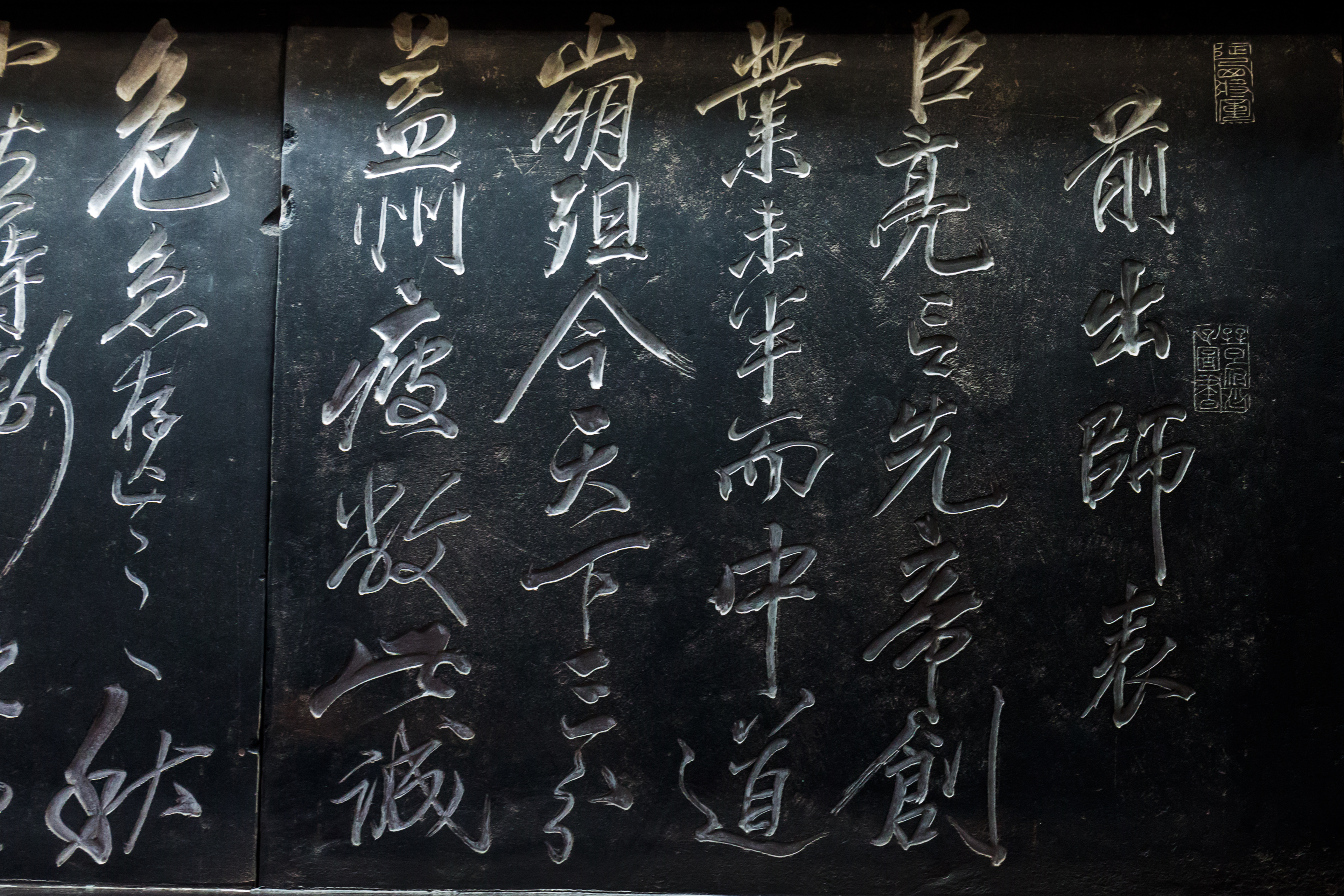
前出師表の碑文

建興5年（227年）、諸葛亮は北伐を決行する。北伐にあたり上奏した『出師表』は名文として有名であり「これを読んで泣かない者は不忠の人に違いない」（『文章軌範』の評語）と称賛された。同年に待望の実子、諸葛瞻を儲けた。
北伐に幕僚として従軍し、諸葛亮から高く評価された楊顒は諸葛亮が自ら帳簿の確認を行っているの見て、その働きすぎを治国のあるべき姿である礼制を一家のあり方に例え、前漢の宰相である丙吉・陳平の故事を引いて諌めた。諸葛亮は彼の忠告に陳謝した。後に楊顒は東曹属となって官吏の推挙を担当した。楊顒が亡くなると、諸葛亮はその死を痛み、三日間にわたって涙を流した。諸葛亮は留府長史の張裔・蔣琬に手紙を送った際に、同時期に夭折した西曹令史の頼広と共に、その死は朝廷の重大な損失であると書き記している。
魏を攻める前年、諸葛亮は、以前に魏へ降伏した新城太守の孟達を再び蜀陣営に引き込もうとした。孟達は魏に降った後、曹丕に重用されていたが、建興4年（226年）の曹丕の死後は立場を失い、危うい状況にあった。諸葛亮はこれを知ると孟達に手紙を送り、孟達の方も返書を出した。さらに申儀の讒言や司馬懿の疑惑を恐れた孟達は、魏に反乱を起こそうとした。しかし孟達は司馬懿の急襲を受けて討ち取られた。
建興6年（228年）春、諸葛亮は漢中より魏へ侵攻した。魏延は、自らが別働隊の兵1万を率い、諸葛亮の本隊と潼関で合流する作戦を提案したが、諸葛亮はこれを許可しなかった。魏延はその後も北伐の度にこの作戦を提案するが、いずれも諸葛亮により退けられている。
諸葛亮は宿将の趙雲をおとりに使って、郿を攻撃すると宣伝し、曹真がそちらに向かった隙を突いて、魏の西方の領地に進軍した。この動きに南安・天水・安定の3郡（いずれも現在の甘粛省）は蜀に寝返り関中、魏の朝廷は恐慌した。さらに隴西まで進出したが、隴西太守の游楚は抵抗するとここではすぐに軍を引いた。これに対して魏の明帝曹叡は張郃を派遣したが、諸葛亮は戦略上の要地である街亭の守備に、かねてから才能を評価していた馬謖を任命していた。馬謖は諸葛亮の指示に背き、配下の王平の諫言も無視して山の上に布陣していた。張郃は山の下を包囲して水の供給源を断ち、これによって士気が下がった蜀軍は大敗した。趙雲も曹真に敗北し、曹真と張郃は3郡奪回へ進軍した。こうして馬謖の妥当性を欠いた行動によって進路の確保に失敗した蜀軍は、全軍撤退を余儀なくされた（街亭の戦い）。撤退時に諸葛亮は西県を制圧して1000余家を蜀に移住させた。
撤退後、諸葛亮は馬謖らを処刑したほか（「泣いて馬謖を斬る」の故事）、趙雲を降格し、また馬謖の逃亡を黙認した向朗を免職にした。自らも位を3階級下げて右将軍になったが、引き続き丞相の職務を執行した。李邈は「秦は（敗将の）孟明視を赦したおかげで西戎を制圧でき、楚は子玉を誅殺したため二代にわたって振るわなかったのです」と諫めたことで諸葛亮の機嫌を損ね、蜀に帰還した。

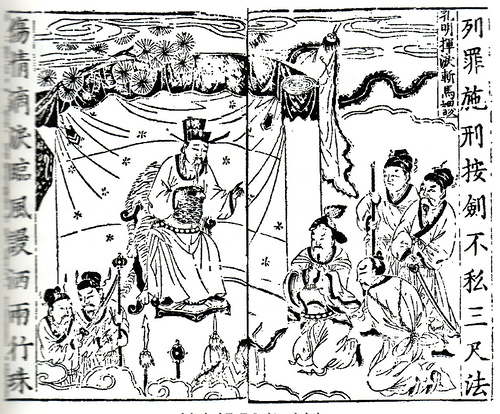
涙を流しながら馬謖を処刑する諸葛亮

同年冬、諸葛亮は再び北伐を決行する。その際『後出師表』を上奏したとされるが、これについては偽作説が有力である。2度目の北伐では陳倉城を攻囲したが、曹真が侵攻路を想定して城の強化を行わせていたことや、守将の郝昭の奮戦により、20日余りの包囲した後、食糧不足により撤退した。撤退時に追撃してきた魏将王双を破り討ち取っている（陳倉の戦い）。
建興7年（229年）春、第3次の北伐を決行し、武将の陳式に武都・陰平の両郡を攻撃させた。雍州刺史の郭淮が救援に向かうが、諸葛亮が退路を断つ動きを見せると撤退したため、陳式は無事に武都・陰平の2郡を平定した（陳倉の戦い#第三次北伐）。この功績により、再び丞相の地位に復帰した。
建興8年（230年）、魏の曹真らが漢中に攻め寄せるも、大雨によって魏軍の進軍が滞ったこともあり撃退に成功する（子午の役）。これに乗じた諸葛亮は西に軍を進め魏延、呉懿を羌中へ向かわせ、陽谿で魏の費耀・郭淮を大いに打ち破った。
建興9年（231年）春2月、諸葛亮ら蜀軍は第4次の北伐を行った。魏の祁山を包囲すると別働隊を北方に派遣し、諸葛亮は自ら郭淮らと対峙して撃退し、近辺の麦を刈り取った。張郃ら魏軍が略陽まで進軍してくると、祁山まで後退した。司馬懿が指揮を執る魏軍は祁山を解放するために、司馬懿が諸葛亮の軍を、張郃が王平の軍を攻撃したが、撃退された。蜀軍は局地的には勝利したものの、長雨が続き悪天候の食糧輸送を嫌った李厳が撤退を進言した。当時隴右地方は不作で、初期に麦を刈り取ったことも相まって、魏軍でも飢えが始まっていた為、諸葛亮は引くことを下策としたが、魏側が郭淮の説得により異民族から食料を供出させ、飢えを凌いだため、蜀側の食糧が不利になり、軍を引かざるを得なかった。撤退時に、司馬懿に追撃を命じられた張郃を伏兵を用いて射殺している（祁山の戦い）。食糧輸送を監督していた李平（李厳から改名）は、糧秣の不足を伝えて諸葛亮を呼び戻させる一方、軍が帰還すると「食料は足りているのになぜ退却したのだろうか」と驚いたふりをして責任転嫁を図ろうとした。しかし諸葛亮は出征前後の手紙を提出して李平の矛盾を糺したため、李平は自分の罪を明らかにした。そこで自分と共に事後を託された彼を庶民にいきなり落として流罪にした。李平は諸葛亮に次ぐ地位にあったため、政治・軍事の重圧は諸葛亮に集中することになった。
同年、益州南部の南中を治める庲降都督の李恢が死去し、後任として張翼が赴任するが、法を厳しく執行しすぎたため西南夷の反発を招いた。建興11年（233年）には南夷の豪帥であった劉冑が反乱を起こし、朝廷は張翼を召還して馬忠を派遣し反乱を平定させている。
建興12年（234年）春2月、第5次の最後の北伐を行った。諸葛亮は屯田を行い、持久戦の構えをとって五丈原で司馬懿と長期に渡って対陣した。諸葛亮は渭水の北を攻撃したり、東に向かい武功水を渡河して進撃するなど、北に東に魏軍を揺さぶったが、郭淮に行動を読まれていたり、魏軍を撃退しても長雨に祟られて渡河が遅れる等、天運に見放されたこともあり上手くはいかなかった。同時に出撃した呉軍は荊州および合肥方面の戦いで魏軍に敗れ、司馬懿も防御に徹して諸葛亮の挑発に乗らなかった。諸葛亮は病に倒れ、8月末、陣中に没した（五丈原の戦い）
。享年54（満53）。

### 死後

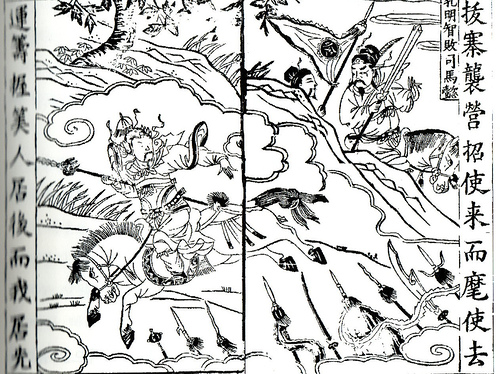
清の時代、想像で描かれた諸葛亮と司馬懿

諸葛亮の死後、蜀軍は退却した。この時、司馬懿は追撃を仕掛けたが蜀軍が反攻の構えを見せるとすぐに撤退した。このことから当地の民衆は「死せる諸葛、生ける仲達を走らす」と言い合った。魏延は楊儀の指揮下に入ることを拒否して争いを起こしたが、結局は楊儀に殺された。蜀軍が撤退した後、司馬懿はその陣地の跡を検分し「彼こそ天下の奇才だ」と驚嘆した。
諸葛亮は自身の遺言により漢中の定軍山に葬られた。墳墓は山の地形を利用し作り、棺を入れるだけの小規模なもので、遺体も着用していた衣服を着せたままで、副葬品は一切入れないという質素なものであった。
諸葛亮が死去したとの報を聞いた李厳（李平）は「もうこれで（官職に）復帰できる望みは無くなった」と嘆き、程なくして患った病により死去した。李厳と同様に、僻地へ追放されていた廖立も、諸葛亮の死を知るや「私は結局蛮民になってしまうだろう」と嘆いて涙を流した。
『華陽国志』によると、劉禅が白い喪服を身に付けて三日間哀悼の意を表したとき、李邈は上表して次のように述べた。「呂禄（前漢呂后の一族。呂后の死後に殺された）・霍禹（昌邑王を廃し宣帝を迎えた霍光の子。霍光の死後に殺された）は、必ずしも反逆の志を抱いてはおらず、孝宣帝もまた臣下を殺す君主となることを好まなかったのです。ひとえに臣下は危機が身に迫ることを恐れ、君主は臣下の威勢を畏怖したために、姦悪が発生したにすぎません。諸葛亮は強力な軍兵を擁し、狼顧しては虎視眈々と（叛逆の）機会を窺っておりました。所管の長で強力な者は辺地の任につけてはならないもので（『春秋左氏伝』）、臣（わたくし）はいつもこれを危ぶんでおりました。いま諸葛亮が死去しましたのは、つまりご一族には安泰を得られ、西戎は安息を得たということでありまして、万民にとって喜ぶべき事態であります」。劉禅は立腹し、李邈を獄に下して誅殺した。
諸葛亮の後は、蔣琬を中心に楊儀（後に失脚）・費禕・董允・鄧芝・呉懿・姜維・王平・張翼といった人々が成都での政務と漢中・東部の防衛を引き継ぎ、諸葛亮の死に動揺する蜀漢の安定に心を砕いた。
諸葛亮の死の直後、各地で「霊廟を建立したい」という願いが出たが、蜀漢の朝廷は「礼の制度に背く」として許可しなかった。また後に「成都に諸葛亮の廟を建立すべきだ」との意見も提出されたが、劉禅はこれを許可しなかった。しかし、民衆や異民族は季節の祭りを口実に、諸葛亮を路上で勝手に祀ることがあとを断たなかった。結局、習隆・向充の上奏を受け、景耀6年（263年）に成都ではなく沔陽に廟が建立された。
魏の鍾会は蜀に侵攻した際、諸葛亮の墓の祭祀を行わせた。

## 評価

### 陳寿の評
『三国志』の撰者である蜀漢・西晋の陳寿は「諸葛亮が丞相だった際、百姓を安撫し、規範を示し、官職を省き、制度に従い、誠意を表して、公正な道理を施した。忠義を尽くし、時代に貢献した者には仇敵でも必ず褒賞を与え、法を犯し事を疎かにした者は身内でも必ず罰し、罪に服して真情を明らかにした者は重罪でも必ず赦免し、不実で偽りのある言葉を弄する者は軽罪でも必ず処刑した。善行は僅かでも賞さないことはなく、悪行は僅かでも罰さないことはなかった。諸事に精通し、物事は大本から理を通し、名実の一致を確かめ、虚偽は歯牙にもかけなかった。領内の人々は皆、彼を畏れながらも愛した。刑罰や政治が厳峻でも怨む者がいなかったのは、心を用いることが公平で賞罰が明らかだったからである。政治を識る良才で、管仲・蕭何といった名宰相に匹敵するといえよう。しかし連年のように軍を発動し、（北伐を）成功させることができなかったのは、臨機応変の軍略は彼の得手ではなかったからであろうか」と評している。

### 裴松之の評
『三国志』の注釈者である東晋末・宋初の裴松之は「諸葛亮が中原を闊歩し、その龍の輝きの如き才能を発揮したならば、いったい才能ある士人たちがおさえつけられる人物であろうか。魏氏に仕官し、その能力を発揮したならば、陳羣や司馬懿が対抗できる相手ではない。ましてや他の者たちに至っては問題にならない。仮にも功業が成就されず、理想を遂行できないのを気にせず、大きな志を持ちながら、あくまで魏に臣服しなかったのは、漢朝がまさに滅びんとするにあたって、皇族の英傑を補佐し、王朝を建て直して復興することを自己の責務としたためである」と述べている。

### 後世の諸書に見える同時代の評価
『三国志』裴松之注に引く東晋の習鑿歯が編纂した『襄陽記』には荊州時代に諸葛亮は臥龍、龐統は鳳雛と共に並び称されていたと記されている。
魏の徴士傅幹は「諸葛亮は政治に熟達し、状況の変化をよく読み取る男で、正道によりながら権謀がある」と評価している。
曹操が漢中を攻略した際、劉曄は蜀を続けて攻めるよう進言したが、この際に諸葛亮の政治がよいため放置しておくのは危険であるとしている。
魏の文帝から諮問を受けた賈詡は、諸葛亮がよく国を治めていると評価している。
呉の政治家・歴史家であった張儼は古代の名宰相である子産や晏嬰、管仲と並ぶか、それを上回る人物であると評価している。
また張儼は著書の『黙記』述佐篇で、「諸葛孔明は、一州を支配し、大国と比較すれば、その戦士、人民は、九分の一程度であっただろう。ところが貢ぎ物を大呉にささげ、北方の敵と対抗すると、農民と戦士を組織化し、刑罰や法律を整備し、魏に攻め寄せる野心を抱くほどだった。司馬仲達は十倍の地を支配し、精鋭の部下を擁しながら自国の保全につとめただけであった。諸葛孔明を思うままに行き来させていたのだから、もしも孔明が死なずその意思を全うすれば勝負の帰趨も結論を見ていたであろう。昔子産が鄭の国を治めたころ諸侯は思い切って戦いを挑もうとしなかった。蜀の丞相もこれに近いといえよう。司馬懿と比較すればまさっていよう」と批評している。
一方、彼の著作内で呉のある人が「空しく軍隊を疲労させ、毎年出征しながらわずかばかりの土地を攻略することもできず、国内は荒廃にさらされた」と論じている。張儼はこれに対し「司馬仲達の才能は諸葛孔明に劣り、劉玄徳でさえ対抗しえたのに、諸葛孔明がどうして軍を出して敵の滅亡を策してはいけないのか。私が観察するに彼の蜀国統治の根幹は当時すでにきちんと整備されており、いにしえの管仲、晏嬰といえどもどうして彼以上でありえようか」と反論している。また同時期に袁準は著作『袁子』の中で「諸葛亮の統治により田畑は開墾され、米倉は満ちあふれ、道には酔っ払うものもいなかった」と論じている。
諸葛亮の死後、蜀の相となった蔣琬は楊敏に「前任者（諸葛亮）に及ばない」とそしられた際に「事実私は前任者に及ばない」と語った。
蔣琬を継いだ費禕は姜維に「我々は丞相（諸葛亮）に遥かに及ばない。丞相でさえ中原を平定できなかったのだ。我らなどでは問題外だ。功業樹立は能力のある者の到来を待とう」と語っている。
『晋書』宣帝紀には、司馬懿が諸葛亮との交戦中、弟へあてた手紙に「志は遠大であるが、機を見るに敏でない」とした一方で、戦後に諸葛亮の築いた軍営の跡を見て「天下の奇才」と評価している。

### 西晋における評価

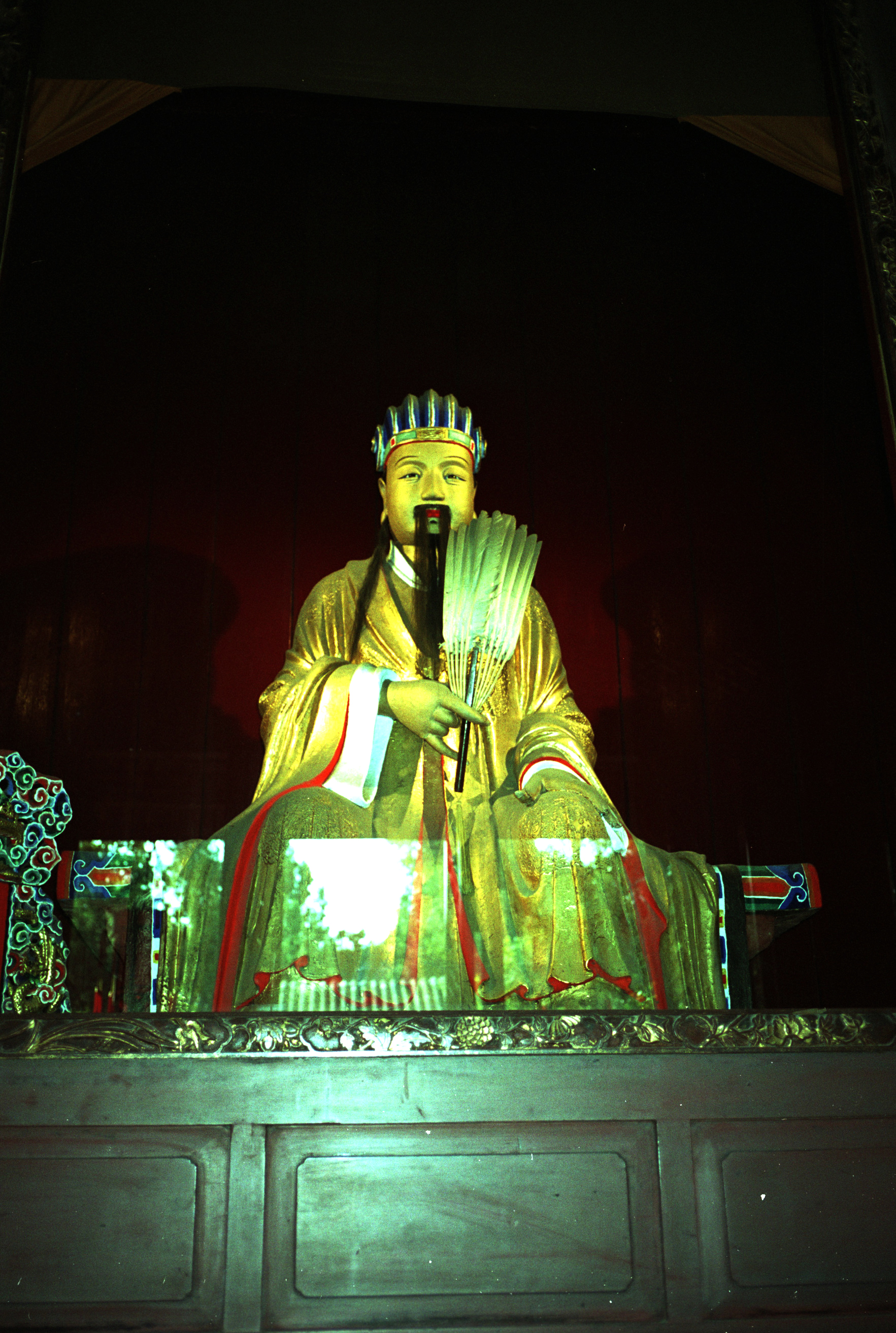
武侯祠の諸葛亮像

唐代に成立した『晋書』においては、諸葛亮が政治・忠誠などで高い評価を受けていた記述が見られる。
蜀漢の滅亡後には、司馬昭が諸葛亮の軍法や用兵を陳勰に学ばせている。
傅玄が司馬懿を讃えた楽『宣受命』では、司馬懿の用兵に諸葛亮が恐れ慄いて死んだと詠われており、公孫氏討伐および諸葛亮に対する勝利が司馬懿の功績として数えられているのと同時に、諸葛亮の矮小化がなされている。
当時、諸葛亮と楽毅を比較する論がしばしばあったが、張輔は『名士優劣論』の中で楽毅などとは比べ物にならず、呂尚（太公望）に匹敵する人物であると絶賛している。
東晋の習鑿歯が編纂した『漢晋春秋』では、武帝（司馬炎）が「（諸葛亮を）自分の補佐にしていれば今日の苦労はなかったであろう」と語っている。司馬炎にとって諸葛亮は祖父・司馬懿の好敵手として顕彰の対象であり、また諸葛亮が劉備の遺命を受けて最後まで劉禅を支えた姿は、自らの皇太子である司馬衷（後の恵帝）の能力に不安を抱えていた司馬炎にとって、理想の臣下像であったと言える。

### 五胡十六国時代以後における評価
五胡十六国時代から南北朝時代になると、諸葛亮を名臣・名将であると評価する動きが高まった。
東晋においては蜀と東晋の状況を重ね合わせ、蜀漢が正統な王朝であるという動きが強まり、諸葛亮は政治や軍事面の能力だけでなく、理想的な君臣関係を築いた者としても賞揚された。
一方で北魏の宰相であった崔浩は「曹氏一族と天下を争うこともかなわず、荊州を委棄し、退いて巴蜀に入り、崎嶇の地を窮守して、辺土の間に僭号したのは、下策というものだ。趙佗となら対ともなろうが、管仲・蕭何の類とするのは過剰ではないか」と酷評し、陳寿の評も過大評価であるとしている。
北朝でも西魏の宇文泰は、有能な部下に対し「孤（私）の孔明である」として「亮」の名を与えている（劉亮）。
唐代に至ると、唐以前の中国史を代表する名将であるとして、太公望の侍神の一人（武廟十哲）として祀られるようになり、偉大な軍師・名政治家としての評価が固まることとなった。
民衆の間でも軍師としての諸葛亮像が語られるようになった。この傾向は時代を追うごとに強まり、宋代には神仙のような力を持つ諸葛亮像が生まれるに至る。
清の雍正帝は、孔子廟の侍神として諸葛亮を祀るよう決めた。かくして諸葛亮は、軍事・政治の双方に秀でた傑物として、国家の尊崇を受ける存在となった。

### 軍事指導者としての評価
長期の滞陣を続ける司馬懿に弟である司馬孚が戦況を尋ねる書簡を送った際に司馬懿は「諸葛亮は志は遠大だが機をみるに敏ではない。謀計には優れるが決断力には欠けるところがある。戦術には長けるが正攻法しか用いてこない。既に事は私の計画通りすすんでいる為、我々は必ず勝利を収めることができる」と返書した一方で戦後に諸葛亮の陣跡を巡察してまわると感嘆して「天下の奇才なり」と評した。
陳寿は自身が編纂した『諸葛氏集目録』で「諸葛亮の才能は軍隊の統治には長じておりましたが、奇策の点で劣り、人民を統治する才幹の方が将軍としての才幹より優っておりました。しかも敵とする人物は人傑に値し、兵数も対等でなく、本来は守備にまわるべき所を攻撃にまわらねばならなかったため、連年軍隊を発動しながら勝利を得ることができなかったのです。諸葛亮の才は興業を成した名宰相の管仲や蕭何に次ぐものでありましたが、彼等と共に興業を支えた王子城父、韓信のような名将がいなかった為、北伐は成功しなかったのでしょうか？ 思うに魏に対する北伐が成功しなかったのは天命であり、智力をもって争うことは不可能だったのです」と北伐の敗因を論じている。
また、陳寿は「諸葛亮が祁山を攻撃する際、兵陣は整然とし、賞罰は厳格で、号令ははっきりとしていた」と述べている。
魏に対する北伐の際には連発式の弩を工夫し一つの弩で十本の矢が同時に発射されるようにし、運搬につかう木牛、流馬を開発したとされ、陳寿は『諸葛氏集目録』で諸葛亮は軍隊を整備し、機械や技術は最高を究めたと述べている。
また、兵法を応用して「八陣の図」を作成し、ことごとく要領を得ていたと評されている。この八陣の図は、司馬昭から諸葛亮の用兵術の回収を命ぜられていた陳勰が学び、晋の近衛軍に承継され、八陣の図の一部である車蒙陣（対騎兵戦術）を馬隆が継承し、異民族の討伐の際に用いられた。
陳寿が指摘した、諸葛亮が奇策を用いなかったことについては「古来より兵を出して奇計を使わず危険を冒さず成功した者などいない。諸葛孔明の用兵は奇計を使えなかった所に欠点がある。（中略）孔明に功を挙げられないのは、そもそも予想がつくことであり、仲達を必要とすることもない」（王志堅『読史商語』）との意見もある一方、魏から西晋にかけての学者である傅玄は著作『傅子』で「蜀がもともと弱国で危ういことを知っていたから、慎重堅持して国を鎮めたのだ」とし、明末の儒学者王夫之は『読通鑑論』で「主君が暗愚で敵国が強大であるので、（魏を一気に滅ぼす）計画を変更して蜀を保持しようとしたまでのことだ」と述べた。
裴松之は、陳寿の評に注釈として袁準『袁子』を引く。袁準は著作の中で「諸葛亮が率いた軍隊は国外に出撃しても客人のようにふるまい、行軍中は乱暴をはたらかず、まるで自分の国内にいるようであった。その用兵は停止している時は山のようにどっしりと構え、前進と撤退の時は風のように素早かった。出兵の日には天下が揺れ動いたが、人々の心は何の憂いも生じなかった。行軍は堅固と慎重を持し、行動しやすく進退自在、法令は明晰で、信賞必罰であったので士卒は命令に応じて危険な状況に赴き、死をもかえりみなかったため戦闘に強かった」（原文を部分的に抜き出して要約）とし、「諸葛亮は基本を守る人間で、状況の変化に対応するのは得意ではなかった。だから不得手な面で無理をしなかったのである。これこそ賢者の偉大なところであって、不得手な面をわきまえているということは得手を知っているということである」と評している 。また、同著で袁準と対話をしている人物は「諸葛亮は数万の軍勢を率いていたが、彼が構築したものは数十万人によって成された仕事のようであった」と述べている。
『正史三国志　魏書Ⅱ』（ちくま学芸文庫）の解説を担当した東洋史学者吉川忠夫は、陳寿の指摘も賛辞を羅列した後にきわめて控えめに語られており、諸葛亮に対する敬愛の情にかげりは認められないとし、裴松之が陳寿の同時代人である袁準の『袁子』を陳寿の評に対して引いたのは、諸葛亮伝評をいかに正しく読むべきかを教えるとともに、陳寿と共有するみずからの諸葛亮に対する敬愛を確かめる気持ちをこめてのことでもあっただろうと述べている。
日本の中国史学者である渡邉義浩は「第五次北伐では木牛・流馬で運搬にあたり、斜谷水の河辺で屯田を行い、懸案であった兵糧の問題は解決しつつあったが、自身の病状が戦いの継続を許さなかった。外交により孫呉の協力を引き出し、困難とされる撤退を無傷で行い、兵糧補給の困難を克服し、敗戦の後には責任の所在を明らかにして士気を維持した諸葛亮は名将と言ってよい」と述べている。

### 個人の評価
- 樊建：「自分の悪い点を知らされれば必ず改めて、過ちを強引に押し通すことはせず、賞罰の間違いのなさは、神明を感動させるに足るほどでした」と司馬炎からの質問に答えている[15]。
- 黄権：司馬懿が諸葛亮に手紙を出した際「黄権（魏に降伏した蜀漢の将軍）は快男児です。彼はいつも、あなたのことを賛美し話題にしています」と述べた[56]。
- 「竹林の七賢」の一人の嵆康：山濤に宛てた手紙の中で、敵対陣営に属する者たちによる交友の事例として「諸葛亮は、入蜀のことで徐庶（が捕虜となった母親のために劉備のもとを離れること）を止めなかった」と記し、「これこそ真の友情である」と述べた[57]。
- 傅玄：諸葛亮は誠に当代の異才であり、国を治めるのに分別があり、軍を御するのに法があり、功を積み興業をなし、その機を得ることに余力を残さずついやした。蜀が弱国で危ういことを知り、慎重堅持して国を鎮めた（『傅子』）。
- 東晋の武将の桓温：347年に蜀の成漢を滅ぼし入蜀を果たした際、諸葛亮が生きていた時に小吏を務めていたという百歳を超える老人に対し、桓温が「諸葛丞相は、今で言えば誰と比べられるか？」と問うた所「諸葛丞相が存命中の時はそれほど特別なお方のようには見えませんでした。しかし諸葛丞相が亡くなられてからは、あのような方はもういらっしゃらないように思います」と答えたという[58]。なお、桓温は簡文帝臨終の際に禅譲されることを望んでいたが、簡文帝に「諸葛亮や王導のように皇太子（孝武帝）を補佐してほしい」と遺詔されたことにより、その野望は潰えた[59]。
- 常璩：「諸葛亮は英雄たる能力を持っていたが、その主君（劉禅）は中興の器ではなく、微々たる蜀をもって、天命がすでに尽きていながら強大な魏を併呑して抗おうとしたところで、困難でないわけがない。宋の襄公が霸者たらんとするようなものだ。しかし諸葛亮は政・理民を脩めて、その武威を外に振るったのであった」と評した[60]。
- 東晋の習鑿歯：かつて劉備が「馬謖に重事を任せてはならない」といましめていながら、諸葛亮が北伐に際し馬謖を将に起用して大敗し、彼を処刑してしまったことを踏まえて「人を見る目という点で大失敗を犯し、聡明な君主のいましめに背くことになり、人を裁く上で的を外し、有益な人物を殺すこととなった」とし、「上国（魏）を併呑できなかったのも当然のことではなかろうか」と厳しく断じている[61]。しかしその一方李厳や廖立を廃しながらも、その二人に恨みがましい言葉どころかその死を嘆かせたことをあげ「諸葛亮の刑罰の行使がよく的を射ていたといってよく、秦・漢以来絶えて無かったことである」と、法の厳正さを賞賛している[62]。また『側周魯通諸葛論』の中で「諸葛武侯は漢を匡済しようという大望があった。これは、本源を尊崇する心があったということだ」と記し、漢の復興が諸葛亮の本望であると述べた[63]。また『襄陽記』には、「巴蜀では死後も永くその統治を慕い、懐かしんだ。死後、廟の建立を求める声が各地から挙がり、特別に議して沔陽に立てられた」と書いている[4]。
- 袁宏：袁宏の手による「三国名臣序賛」（『文選』所収）では魏の9人、蜀の4人、呉の7人が名臣として賞賛されており、その中に名を挙げられている[64][注釈 15]。
- 孫盛：「諸葛亮の名声、謀略は、外敵を征圧するのに十分であり、故に異同の心無く振舞うことができたのである」[65]
- 桓玄：「いにしえより乱世の君臣で互いに信じあっていた者は燕の昭公と楽毅、玄徳と孔明である」[66]
- 李暠：「諸葛亮の訓励・応璩の諫奏を見るに、その終始を探求すると、周公・孔子の教えが尽く含まれている」[67]
- 劉義慶：諸葛誕が仕官した時「蜀漢は其の龍（諸葛亮）を得、呉は其の虎（諸葛瑾）を得、魏は其の狗（諸葛誕）を得たり」といわれた[68]。また東晋の王徽之（王羲之の五男）は、北府（徐州刺史）を拝命した郗愔の家に来ては「応変将略は、その長ずるところにあらず」と連呼した。郗愔の次男である郗融は怒ったが、長男の郗超は「これは陳寿の諸葛亮評だ。己の一門を武侯と比較されて、何の文句があろうか」と言った[69]。
- 隋の儒者の王通：『中説』によれば、「諸葛亮が死ななければ、さらに礼楽（礼節と音楽のこと、儒教の根本的規範）は興隆したであろう」と述べた[70]。また「霍光や諸葛亮のような心で己の主君に仕えぬ者は、ことごとく数合わせの（分不相応な）臣下である」とも述べた[71]。
- 唐の宰相の裴度：「史書を紐解いて先哲を研究するに、あるいは主君に仕える節度はありながら、国を開く才能がなく、あるいは立身の方法を得ていながら、人を治める技術を持たなかった。これらの四条件を全て兼ね備えて実践したのは、すなわち蜀の丞相たる諸葛公その人である」と称賛した[72]。
- 杜甫：「詠懐古跡」では「伊尹や呂尚に伯仲し、天下がその指揮に服したならば蕭何や曹参も問題にならなかっただろう」[73]と詠み、また「蜀相」では「諸葛亮の生き様は後世の英雄たちに涙を流させた」と詠んだ[74]。
- 唐の文人の孫樵：『刻武侯碑陰』に「武侯が死んでほとんど500年になろうとしているが、今に至るまで梁漢（蜀）の民はその事績を歌にうたい、廟に祭る者あるがごとし。その民に愛されることかくのごとく久しい」と書く[75]。
- 北宋の神宗：王安石に対して「唐の太宗は魏徴を用い、劉備は諸葛亮を用いることにより様々な政策を実施することができた。この二人はまことに不世出の政治家である」と述べた[76]。
- 蘇軾：「仁義と偽計・武力をないまぜにして天下を取ろうとしたこと、それこそが孔明の落ち度である」と評した。仁義については「曹操が国家の衰微と危機に乗じてその奸猾を逞しくするのを恥じた孔明は、天下における大義を信ずるに至った。当時、四海を揺るがしていた曹操に対し、孔明には自らの内の忠信の心、天下を動かそうとする心のみがあった。それは方正にして気概ある慷慨の士であり、曹氏一族に決して心服せぬということである」と称賛する一方、偽計については「劉璋を騙し討ちにし、その国を奪った。これでは曹操とほとんど変わらない。曹操と劉備に匹敵する者のいないのは皆の知るところである。（劉備は）曹操と比べて兵力は及ばず、領土もなく、軍事的才能にも大きな差がありながら、一つ勝るものがあった。忠信の心である。孔明は劉璋を放逐し（忠信の心を逸したことで）、天下の声望を失ってから、兵を挙げて義軍とし、東に長駆して天下の応答を期待したわけだが、うまくいくはずがない」と否定的に述べている[77]。これに対し、明の学者の王世貞は、劉璋を討つよう劉備に勧めたのは諸葛亮ではなく龐統・法正であること、また劉焉は漢朝からの独立を企図した叛臣とみるべき存在であり、子たる劉璋を討つのは正当化されることなどを理由として反論している[78]。
- 南宋の朱熹：「孟子以降の人物としては張良と諸葛亮がいるのみである」[79]
- 元の託克託：「岳飛は北伐して、軍は汴梁の朱仙鎮（中国語版）にまで及んだものの、班師（撤兵）の詔勅を受けた。岳飛は自ら上表してその詔に返答し、その忠義の言の肺腑から流れ出ること、まさに諸葛孔明の気風があったが、ついには秦檜の手によって死んだ」と、悲運の忠臣たる岳飛に諸葛亮の姿を重ねた[80]。
- 清の葉方藹：順治帝から「諸葛亮は伊尹と比べてどうだろうか」と質問され「伊尹は聖人ですから孔子と匹敵させるべきです。諸葛亮は大賢者ですから顔回と匹敵させるべきです」と答えた[81]。
- 康熙帝：皇帝の激務にも並ぶべき諸葛亮の奉仕ぶりについて「臣下たる者の中で、諸葛亮だけがこのようなことを成しえた」と述べた[82]。
- 毛宗崗：「読三国志法」において三絶の一人として評価した。三絶とは智絶（智の極み）の諸葛亮、義絶（義の極み）の関羽、奸絶（奸の極み）の曹操を指す[注釈 16]。

### 日本における「孔明」像

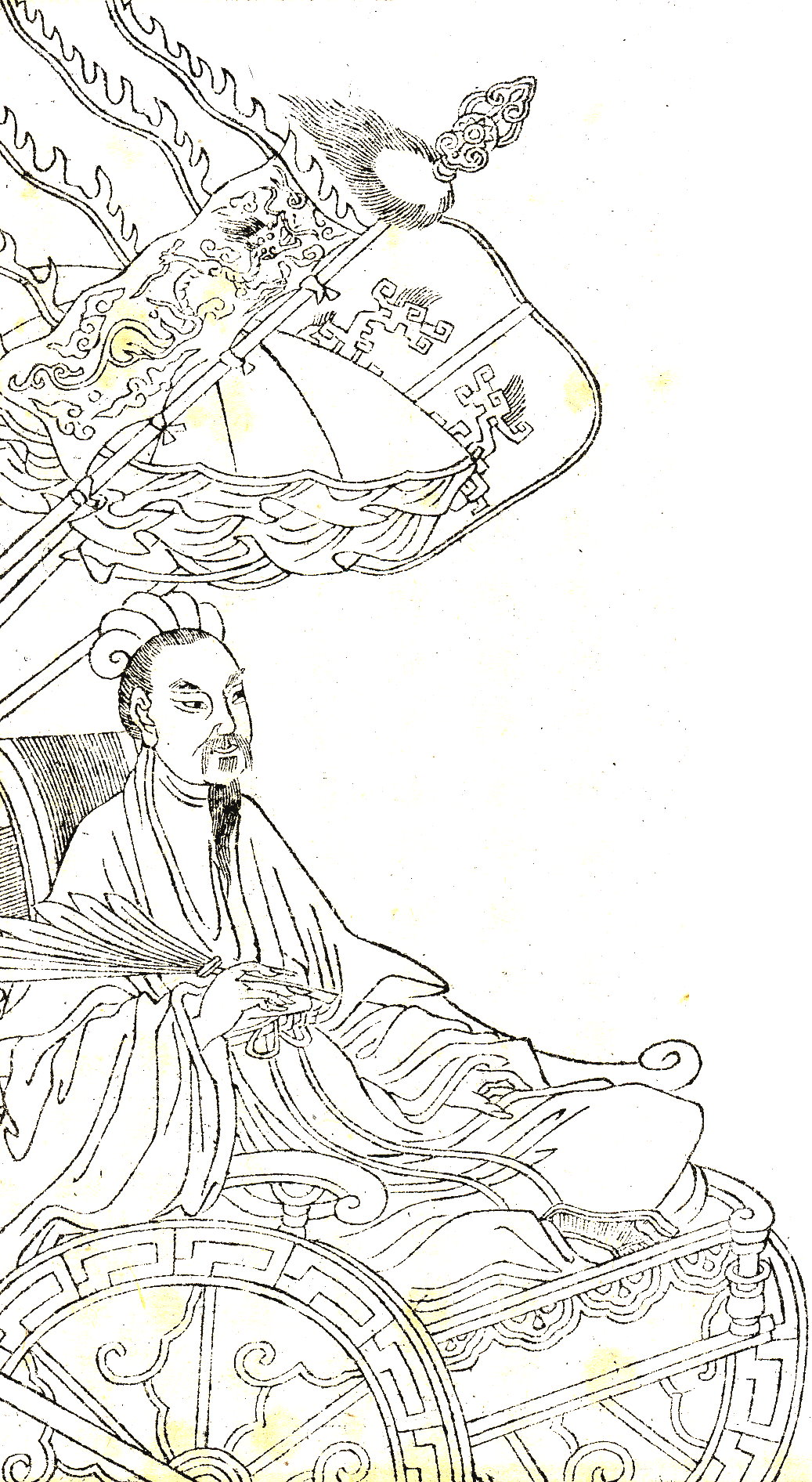
諸葛亮の画

#### 中世期
- 『太平記』巻20「斉藤七郎入道々献占義貞夢事付孔明仲達事」には、「新田義貞が見た夢（内容は「義貞が大蛇に変身して敵方が敗走する」というもの）を皆が吉夢と喜ぶ中で、斉藤道献だけが戦死を予感する」という描写があり、そこに「水魚の交わり」や「死せる孔明生ける仲達を走らす」などの諸葛亮にまつわる説話を踏まえた記述が見られる[84]。ここでは智将としての「孔明」像が、主従の繋がりを意識して話題の中心に据えられている[注釈 17]。
- 竹中重門は『豊鑑』巻1「高松」の中で、豊臣秀吉が竹中半兵衛の死去に際して悲泣したことを「劉禅、孔明を失いしに異ならず」と記している[要出典]。

#### 近世期
- 江戸時代初期から詩文などに『演義』における「孔明」像の影響を受けたものが散見される[85][86][87][88]。
  - 林鵞峰以降、漢詩の題材として関羽と共に「至忠の烈臣」としての「孔明」像が讃えられた[86][89][90][91][92]。
  - 貝原益軒は兵法書『武訓』の中で、曹操を「足利高氏に匹敵する極悪人」としており、諸葛亮を「楠木正成に匹敵する忠臣」としている[93]。また『自娯集』においても、「楠公墓記」（巻之三）や「諸葛武候像賛」（巻之七）で忠臣「孔明」像を高く評価している[88]。
- 諸葛亮が「王佐の才」を有するか否かについて、鵜飼石斎は肯定しているが、伊藤仁斎は否定しており、伊藤東涯は仁斎の論を踏襲しながらも諸葛亮を評価している[85]。
- 平田篤胤は『西籍概論』において、「孔子以後は孔明がいるだけだ」と述べている[要出典]。

#### 近代
- 劉備に忠義を尽くす「孔明」像が教科書に登場する[93]。
  - 楠木正成が南北朝正閏論を経て「大楠公」と呼ばれるようになった際に、講談などでは『演義』における天才軍師としての「孔明」像と重ねて語られるようになった。木戸孝允も長州藩士に宛てた手紙の中で「楠木正成や諸葛亮のような有能な人材を登用すべきだ」としている[要出典]。
- 1939年から1943年の間に執筆された吉川英治『三国志』は、諸葛亮の群を抜く才知と忠誠心を描き出し、今日までの日本における三国志関連作品の「孔明」像を決定づけた[94]。横山光輝『三国志』やNHK『人形劇 三国志』などは、吉川三国志の「孔明」像を基調にしている[95]。

#### 現代の評価
- 中国文学翻訳家の土屋文子は「文化大革命が終了した後の1980年代前半は、中国の史学研究がいわゆる儒教闘争史の頚木から解放され、著しく活性化した時期であった」「諸葛亮個人に関するものに限ってみても、1980年から1985年までの5年間に全国でおよそ150篇にものぼる論文が発表されているが、これは文革以前の17年間における累計の約3倍に相当する数字である」ことから、これを「『諸葛亮研究史における繁栄と収穫の時期』であったといってよいだろう」とし[96]、「80年代に入って発表された論文の中には、これまでは諸葛亮の功績として評価されてきた事項に、新たな疑問と批判を投げかける、いわば諸葛亮否定論といった風潮が生じている」と指摘した上で[96]、こうした論文に対して「こうした批判的風潮は、何もいたずらに諸葛亮をおとしめるために起こったものではなく、論者たちはこのような過激な手法を手がかりとして、諸葛亮に対する従来の一方的な賛美から脱却し、新たなアプローチを試みているのである」との見解を提示している[97]。

## 創作における扱い

### 『三国志平話』
宋代には『説三分』とよばれる三国時代を題材にした講談が民衆の間で人気を博した。講談の台本として元代に作成されたのが『三国志平話』である。その中で諸葛亮は豆を撒いて兵を作り、風を起こして雨を降らせるなど神仙として描かれている。これは諸葛亮の出身地である琅邪が、古代より多くの方士（始皇帝時代の徐福、孫策を呪った于吉など）を生み出してきた天師道のメッカであることも一助となったという。また諸葛亮は農民出身とされ、どんな病気も治療する名医としても描かれている。

### 『三国志演義』

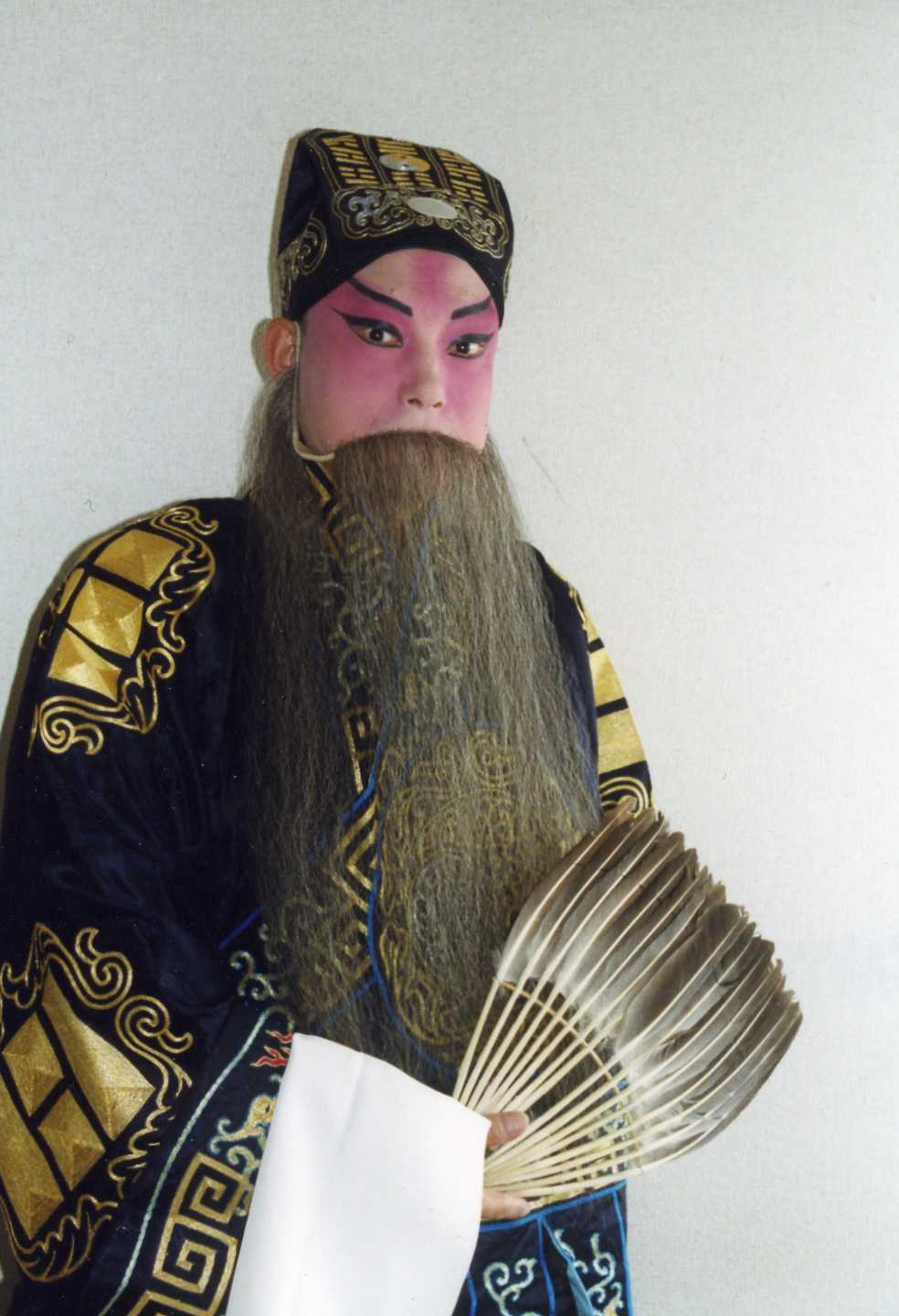
京劇の諸葛孔明
『演義』での孔明像をふまえて、頭に綸巾を戴き、手に羽扇をもち、身に八卦衣をまとっている。

小説『三国志演義』の中で、その名前を字で記載されているのは玄徳（劉備）と孔明（諸葛亮）のみである。
『初学記』巻二十五に引く『語林』では、諸葛亮について「白い輿に乗り、葛巾をかぶり、羽扇を手に軍を指揮した」と描写されているが、『三国志演義』ではさらにイメージがふくらまされ、「綸巾を戴き、羽扇を手にし、四輪車に乗り、鬼神や天候をも操り、敵の意図を全て事前に察知し、天文をもって人の生き死にを知ることが出来る」といったほぼ完璧な人物として描写されている。この描写については批判もあり、例えば魯迅などは『中国小説史略』にて「人物描写に至ってはすこぶる欠点がある。劉備を温厚な人格者として表現しようとしてむしろ偽善者じみているし、諸葛亮を知恵者として表現しようとしてむしろ化け物じみてしまっている」と述べている。
諸葛亮の事跡に関して、『三国志』と『演義』との主な相違点を挙げる。
- 『演義』では曹操が南下をもくろみ、夏侯惇に10万の兵を付けて派遣するが、諸葛亮の作戦でこれに大勝した、またこの時に関羽と張飛が諸葛亮に対し反抗したが、孫武の策を使い従わせた、となっているが、実際にはこの戦いは諸葛亮が劉備軍に参加する前の話である。
- 赤壁の戦いに於いて、前述の通り諸葛亮はあまり目立ったことはしていないが、『演義』に於いては重要な役割を演じている。
  - 非戦論を主張する張昭ら呉の重臣達と論戦し、全て言い負かし沈黙させる。
  - 非戦論に傾いていた周瑜を説得して交戦に向かわせる[注釈 19]。
  - 戦いが始まってから周瑜は諸葛亮の才能を恐れるようになり、諸葛亮に対して「10日で矢10万本を手に入れろ」と言う無理難題を突きつけて殺そうとしたが、諸葛亮は霧の出た夜に曹操軍に夜襲を仕掛け、曹操軍が放った矢を鹵獲して帰った[注釈 20]。
  - 曹操軍を火攻めにすると決まったものの北西の風しか吹かず、このままでは火を点けてもその火が自分達に返ってくることがわかり、周瑜は悩んでいた。そこで諸葛亮は高台（七星壇）を築いて祈祷し、東南の風を吹かせ、曹操軍を焼き討ちにしたことになっている[注釈 21]。

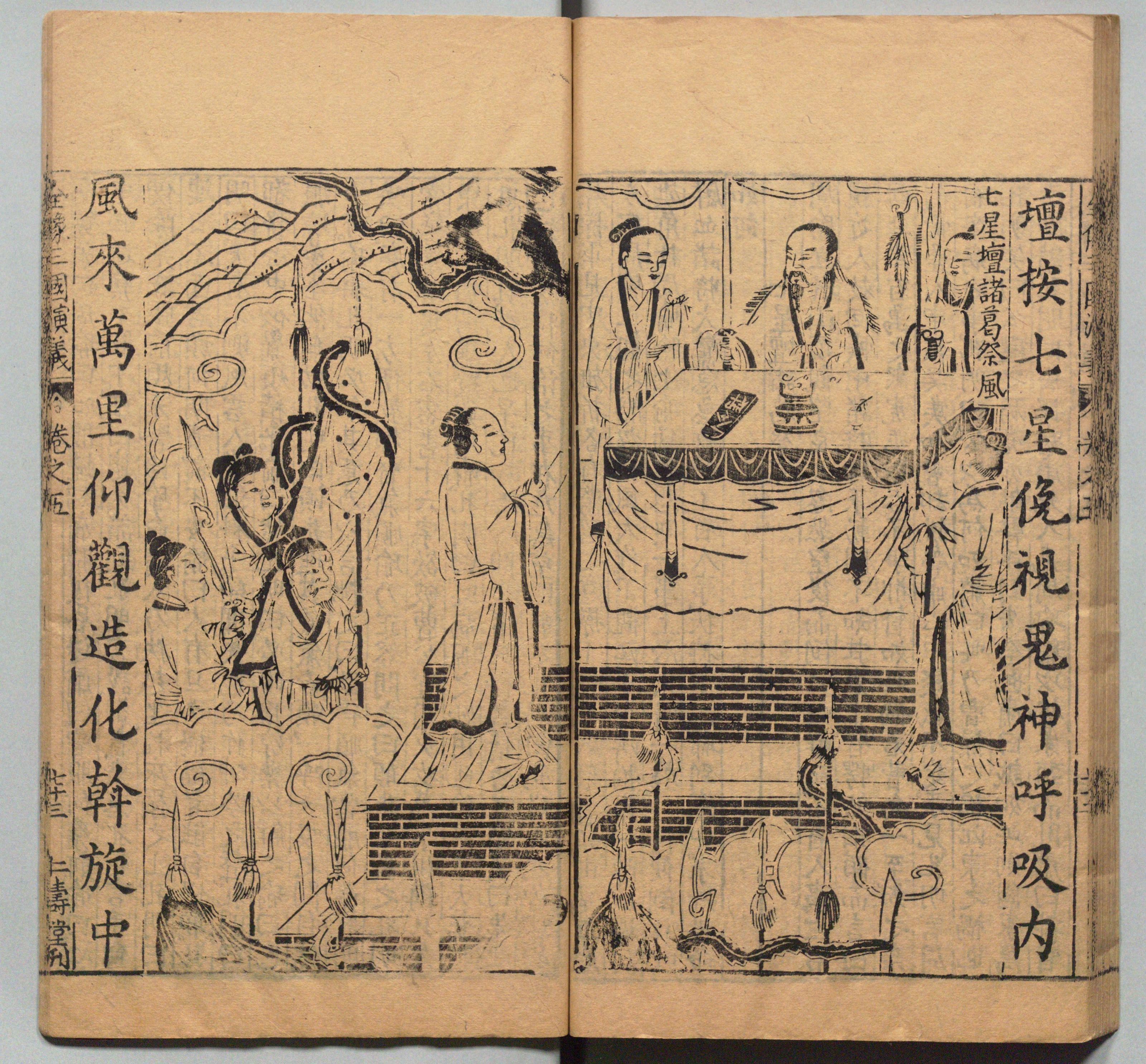
風向きを変えるために七星壇で祈祷する諸葛亮

- 赤壁の戦いでの敗戦後、曹操の敗軍を旧恩により見逃した関羽を軍律に照らし斬ろうとするも、劉備のとりなしで免じる。関羽が曹操を見逃すことを知っていたが、規律の厳しさと公平さを知らしめるべく意図的に行ったとされる。
- 赤壁以後の荊州争奪戦に於いて、周瑜は曹操の残党軍を攻めてこれを打ち破るが、諸葛亮はこの隙を突いて曹操軍の城を占領し、諸葛亮に先んじられたことで怒った周瑜は持病が悪化する。その後、周瑜は「蜀を取るから」と偽って荊州に入り、隙を突いて荊州を占領しようと図ったが、全て諸葛亮に看破され、再び怒った周瑜は「既生瑜、何生亮」（天はこの世に周瑜を生みながら、なぜ諸葛亮をも生んだのだ!）と叫び、そのまま持病が悪化して死去してしまうが、これらも『三国志』本伝には記載はない。
- 北伐で馬謖の失策により蜀軍が総崩れで敗北した時、魏軍の追っ手の司馬懿らを目前に諸葛亮自らが城壁の上で琴を弾く「空城の計」を使い、城壁の裏に大軍がいると勘違いした司馬懿は諸葛亮を恐れて撤退した。これは魏・西晋の郭沖が諸葛亮を評価した五つの故事に記述が見えるが、裴松之はこれを「作り話である」としている。
- 『演義』李卓吾本では北伐中、諸葛亮が魏延の危険性を察知し、追撃してきた司馬懿を谷に誘い込んで魏延共々焼き殺そうとしたが、雨が降ったことで失敗する。そのことが原因となって魏延をなだめるため「馬岱が自分の命令を守らなかったための手違い」として処理し馬岱を一兵卒に落とした[注釈 22]。
- 最後の北伐に於いて、病状が悪化した諸葛亮は幕内に祭壇を築き寿命を延ばすべく祈祷を行うが、唐突に幕内に入ってきた魏延がこの祭壇を壊してしまい失敗し、死去する。諸葛亮が没する時に大きな流星があり、司馬懿はこれを見て諸葛亮が亡くなったことを悟り、蜀軍に対して総攻撃をかけようとする。ところが蜀軍には諸葛亮の姿があり、これに狼狽した司馬懿は慌てて引き上げる。だが実はこの諸葛亮は木像であったと描いている。後に現地の人間は「死せる孔明、生ける仲達（司馬懿の字）を走らす」と言ったという[注釈 23]。

## 著作など

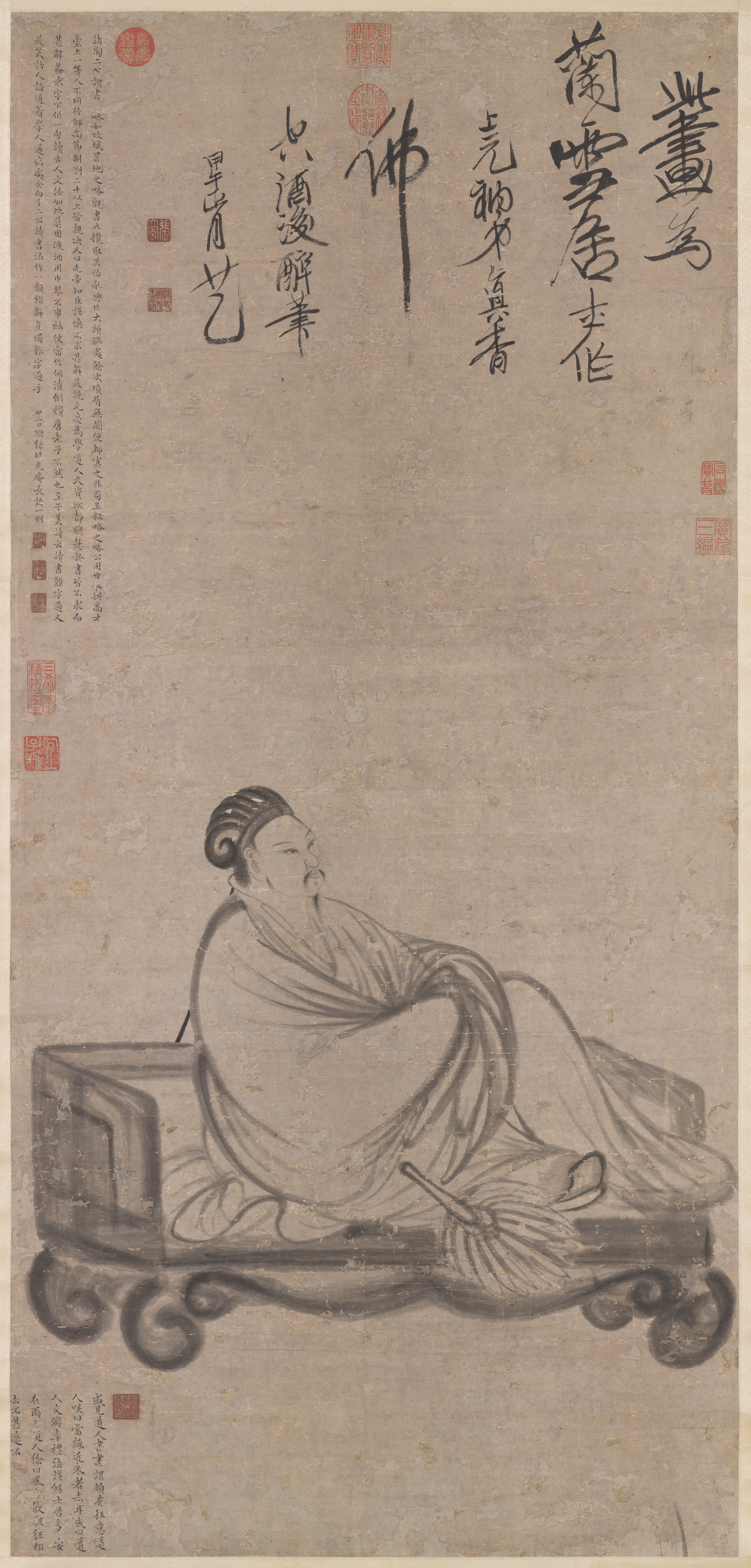
張鳳による諸葛亮像（1654年）
国立故宮博物院蔵

『三国志』諸葛亮伝では「諸葛亮は創造力があった」「諸葛亮の言葉・布告・書簡・上奏文には見るべきものが多くあった」と諸葛亮の創造性と文才を高く評価している。
諸葛亮の著作としてはもちろん『出師表』が最も有名である。また『隋書』によると論前漢事一巻、蜀丞相諸葛亮撰、諸葛亮兵法五巻がある。漢詩などはまったく残しておらず、その他の文章も全て政治的なことに関する文章である。『三国志』中に引用されているものとして『出師表』の他には、王朗らの降伏勧告への反論『正議』、李厳を弾劾する表、廖立を弾劾する表などがある。諸葛亮の文章を陳寿が編纂した『諸葛亮集』、また同じく旧蜀の臣寿良も『諸葛亮集』を纏めていたが、いずれも現存していない。
『後出師表』は『三国志』本伝に見えず、呉の張儼の著作『黙記』に収録されていたものが『漢晋春秋』に引用され、それを更に裴松之が「この上表文は『諸葛亮集』には見えない」と注記した上で引用している。この文章は228年に書かれたもののはずだが、翌229年に死去したはずの趙雲が既に死んでいるという記述があるなどの疑念により、後世の偽作という見解が多い。
また『三国志』諸葛亮伝によれば、諸葛亮は兵法を応用して『八陣の図』（「八陣図」「軍勝図」「八卦の陣」とも）を作成したが、ことごとく要点をつかんでいた。『李衛公問対』では、唐の名将李靖の「六花の陣」は、諸葛亮の「八陣の法」を参考にして作られているとしている。『三国志演義』では、諸葛亮は『兵法二十四編』を死の直前に姜維に托している。また宋代には『諸葛亮行兵法』『諸葛亮将苑』など諸葛亮の名を冠した偽兵法書の書名が散見する。
諸葛亮は発明家でもあり、下記のものは諸葛亮の発明だとされる。連発式の弩（元戎）や木牛、流馬を開発したことは『三国志』諸葛亮伝にも記されている。なお木牛・流馬については、妻の黄夫人が発明したという伝承もある。
- 晋時代に普及した筒袖鎧
- 連発式の弩を工夫した元戎[注釈 26]
- 一説に一輪車（猫車）の起源とされる木牛
- 一説に四輪車と言われる流馬
- 駐留時栽培させた諸葛菜（蕪）[111]
- 織物の技術を南蛮民に伝えた諸葛錦
- 字を知らない民の教育に使用した紙芝居
- おもちゃの孔明鎖
- 孔明灯[注釈 27]

なお、諸葛亮が南蛮征伐の際、人頭を祀るという現地の風習を廃止させるため、人頭の代替食品として、小麦の練り物の内部に肉団子を包み込んで人頭に見立てたものが「饅頭」であるという話があるが、これは宋代の高承『事物紀原』に「稗官小説（世間の噂話や言い伝え）に曰く」と前置きして引かれている話である。

## 家系

### 家系図
| 諸葛豊 |        |        |        |        |        |        |        |        |        |        |        |        |        |        |        |        |        |        |        |        |        |        |        |        |        |        |        |        |        |        |        |        |        |        |        |  |  |    |    |    |    |    |    |  |  |        |        |        |        |        |        |      |      |      |      |      |      |      |      |      |      |      |      |        |        |        |        |        |        |  |  |  |  |  |  |  |  |  |  |  |  |  |  |  |  |  |  |  |  |  |  |  |  |  |  |  |  |  |  |  |  |  |  |  |  |  |  |  |  |  |  |  |  |  |  |
|        |        |        |        |        |        |        |        |        |        |        |        |        |        |        |        |        |        |        |        |        |        |        |        |        |        |        |        |        |        |        |        |        |        |        |        |  |  |    |    |    |    |    |    |  |  |        |        |        |        |        |        |      |      |      |      |      |      |      |      |      |      |      |      |        |        |        |        |        |        |  |  |  |  |  |  |  |  |  |  |  |  |  |  |  |  |  |  |  |  |  |  |  |  |  |  |  |  |  |  |  |  |  |  |  |  |  |  |  |  |  |  |  |  |  |  |
|        |        |        |        |        |        |        |        |        |        |        |        |        |        |        |        |        |        |        |        |        |        |        |        |        |        |        |        |        |        |        |        |        |        |        |        |  |  |    |    |    |    |    |    |  |  |        |        |        |        |        |        |      |      |      |      |      |      |      |      |      |      |      |      |        |        |        |        |        |        |  |  |  |  |  |  |  |  |  |  |  |  |  |  |  |  |  |  |  |  |  |  |  |  |  |  |  |  |  |  |  |  |  |  |  |  |  |  |  |  |  |  |  |  |  |  |
| ？     |        |        |        |        |        |        |        |        |        |        |        |        |        |        |        |        |        |        |        |        |        |        |        |        |        |        |        |        |        |        |        |        |        |        |        |  |  |    |    |    |    |    |    |  |  |        |        |        |        |        |        |      |      |      |      |      |      |      |      |      |      |      |      |        |        |        |        |        |        |  |  |  |  |  |  |  |  |  |  |  |  |  |  |  |  |  |  |  |  |  |  |  |  |  |  |  |  |  |  |  |  |  |  |  |  |  |  |  |  |  |  |  |  |  |  |
|        |        |        |        |        |        |        |        |        |        |        |        |        |        |        |        |        |        |        |        |        |        |        |        |        |        |        |        |        |        |        |        |        |        |        |        |  |  |    |    |    |    |    |    |  |  |        |        |        |        |        |        |      |      |      |      |      |      |      |      |      |      |      |      |        |        |        |        |        |        |  |  |  |  |  |  |  |  |  |  |  |  |  |  |  |  |  |  |  |  |  |  |  |  |  |  |  |  |  |  |  |  |  |  |  |  |  |  |  |  |  |  |  |  |  |  |
|        |        |        |        |        |        |        |        |        |        |        |        |        |        |        |        |        |        |        |        |        |        |        |        |        |        |        |        |        |        |        |        |        |        |        |        |  |  |    |    |    |    |    |    |  |  |        |        |        |        |        |        |      |      |      |      |      |      |      |      |      |      |      |      |        |        |        |        |        |        |  |  |  |  |  |  |  |  |  |  |  |  |  |  |  |  |  |  |  |  |  |  |  |  |  |  |  |  |  |  |  |  |  |  |  |  |  |  |  |  |  |  |  |  |  |  |
|        |        |        |        |        |        |        |        |        |        |        |        |        |        |        |        |        |        |        |        |        |        |        |        |        |        |        |        |        |        |        |        |        |        |        |        |  |  |    |    |    |    |    |    |  |  |        |        |        |        |        |        |      |      |      |      |      |      |      |      |      |      |      |      |        |        |        |        |        |        |  |  |  |  |  |  |  |  |  |  |  |  |  |  |  |  |  |  |  |  |  |  |  |  |  |  |  |  |  |  |  |  |  |  |  |  |  |  |  |  |  |  |  |  |  |  |
| 諸葛珪 | 諸葛珪 | 諸葛珪 | 諸葛珪 | 諸葛珪 | 諸葛珪 | 諸葛玄 | 諸葛玄 | 諸葛玄 | 諸葛玄 | 諸葛玄 | 諸葛玄 |        |        |        |        |        |        |        |        |        |        |        |        |        |        |        |        |        |        |        |        |        |        |        |        |  |  |    |    |    |    |    |    |  |  | 龐徳公 | 龐徳公 | 龐徳公 | 龐徳公 | 龐徳公 | 龐徳公 | ？   | ？   | ？   | ？   | ？   | ？   |      |      |      |      |      |      |        |        |        |        |        |        |  |  |  |  |  |  |  |  |  |  |  |  |  |  |  |  |  |  |  |  |  |  |  |  |  |  |  |  |  |  |  |  |  |  |  |  |  |  |  |  |  |  |  |  |  |  |
| 諸葛珪 | 諸葛珪 | 諸葛珪 | 諸葛珪 | 諸葛珪 | 諸葛珪 | 諸葛玄 | 諸葛玄 | 諸葛玄 | 諸葛玄 | 諸葛玄 | 諸葛玄 |        |        |        |        |        |        |        |        |        |        |        |        |        |        |        |        |        |        |        |        |        |        |        |        |  |  |    |    |    |    |    |    |  |  | 龐徳公 | 龐徳公 | 龐徳公 | 龐徳公 | 龐徳公 | 龐徳公 | ？   | ？   | ？   | ？   | ？   | ？   |      |      |      |      |      |      |        |        |        |        |        |        |  |  |  |  |  |  |  |  |  |  |  |  |  |  |  |  |  |  |  |  |  |  |  |  |  |  |  |  |  |  |  |  |  |  |  |  |  |  |  |  |  |  |  |  |  |  |
|        |        |        |        |        |        |        |        |        |        |        |        |        |        |        |        |        |        |        |        |        |        |        |        |        |        |        |        |        |        |        |        |        |        |        |        |  |  |    |    |    |    |    |    |  |  |        |        |        |        |        |        |      |      |      |      |      |      |      |      |      |      |      |      |        |        |        |        |        |        |  |  |  |  |  |  |  |  |  |  |  |  |  |  |  |  |  |  |  |  |  |  |  |  |  |  |  |  |  |  |  |  |  |  |  |  |  |  |  |  |  |  |  |  |  |  |
| 諸葛瑾 | 諸葛瑾 | 諸葛瑾 | 諸葛瑾 | 諸葛瑾 | 諸葛瑾 |        |        |        |        |        |        |        |        |        |        |        |        | 諸葛亮 | 諸葛亮 | 諸葛亮 | 諸葛亮 | 諸葛亮 | 諸葛亮 |        |        |        |        |        |        | 諸葛均 | 諸葛均 | 諸葛均 | 諸葛均 | 諸葛均 | 諸葛均 |  |  | 女 | 女 | 女 | 女 | 女 | 女 |  |  | 龐山民 | 龐山民 | 龐山民 | 龐山民 | 龐山民 | 龐山民 | 龐統 | 龐統 | 龐統 | 龐統 | 龐統 | 龐統 | 龐林 | 龐林 | 龐林 | 龐林 | 龐林 | 龐林 | 諸葛誕 | 諸葛誕 | 諸葛誕 | 諸葛誕 | 諸葛誕 | 諸葛誕 |  |  |  |  |  |  |  |  |  |  |  |  |  |  |  |  |  |  |  |  |  |  |  |  |  |  |  |  |  |  |  |  |  |  |  |  |  |  |  |  |  |  |  |  |  |  |
| 諸葛瑾 | 諸葛瑾 | 諸葛瑾 | 諸葛瑾 | 諸葛瑾 | 諸葛瑾 |        |        |        |        |        |        |        |        |        |        |        |        | 諸葛亮 | 諸葛亮 | 諸葛亮 | 諸葛亮 | 諸葛亮 | 諸葛亮 |        |        |        |        |        |        | 諸葛均 | 諸葛均 | 諸葛均 | 諸葛均 | 諸葛均 | 諸葛均 |  |  | 女 | 女 | 女 | 女 | 女 | 女 |  |  | 龐山民 | 龐山民 | 龐山民 | 龐山民 | 龐山民 | 龐山民 | 龐統 | 龐統 | 龐統 | 龐統 | 龐統 | 龐統 | 龐林 | 龐林 | 龐林 | 龐林 | 龐林 | 龐林 | 諸葛誕 | 諸葛誕 | 諸葛誕 | 諸葛誕 | 諸葛誕 | 諸葛誕 |  |  |  |  |  |  |  |  |  |  |  |  |  |  |  |  |  |  |  |  |  |  |  |  |  |  |  |  |  |  |  |  |  |  |  |  |  |  |  |  |  |  |  |  |  |  |
|        |        |        |        |        |        |        |        |        |        |        |        |        |        |        |        |        |        |        |        |        |        |        |        |        |        |        |        |        |        |        |        |        |        |        |        |  |  |    |    |    |    |    |    |  |  |        |        |        |        |        |        |      |      |      |      |      |      |      |      |      |      |      |      |        |        |        |        |        |        |  |  |  |  |  |  |  |  |  |  |  |  |  |  |  |  |  |  |  |  |  |  |  |  |  |  |  |  |  |  |  |  |  |  |  |  |  |  |  |  |  |  |  |  |  |  |
|        |        |        |        |        |        |        |        |        |        |        |        |        |        |        |        |        |        |        |        |        |        |        |        |        |        |        |        |        |        |        |        |        |        |        |        |  |  |    |    |    |    |    |    |  |  |        |        |        |        |        |        |      |      |      |      |      |      |      |      |      |      |      |      |        |        |        |        |        |        |  |  |  |  |  |  |  |  |  |  |  |  |  |  |  |  |  |  |  |  |  |  |  |  |  |  |  |  |  |  |  |  |  |  |  |  |  |  |  |  |  |  |  |  |  |  |
| 諸葛恪 | 諸葛恪 | 諸葛恪 | 諸葛恪 | 諸葛恪 | 諸葛恪 | 諸葛喬 | 諸葛喬 | 諸葛喬 | 諸葛喬 | 諸葛喬 | 諸葛喬 | 諸葛融 | 諸葛融 | 諸葛融 | 諸葛融 | 諸葛融 | 諸葛融 | 諸葛瞻 | 諸葛瞻 | 諸葛瞻 | 諸葛瞻 | 諸葛瞻 | 諸葛瞻 | 諸葛懐 | 諸葛懐 | 諸葛懐 | 諸葛懐 | 諸葛懐 | 諸葛懐 | 諸葛望 | 諸葛望 | 諸葛望 | 諸葛望 | 諸葛望 | 諸葛望 |  |  |    |    |    |    |    |    |  |  |        |        |        |        |        |        | 龐宏 | 龐宏 | 龐宏 | 龐宏 | 龐宏 | 龐宏 |      |      |      |      |      |      | 諸葛靚 | 諸葛靚 | 諸葛靚 | 諸葛靚 | 諸葛靚 | 諸葛靚 |  |  |  |  |  |  |  |  |  |  |  |  |  |  |  |  |  |  |  |  |  |  |  |  |  |  |  |  |  |  |  |  |  |  |  |  |  |  |  |  |  |  |  |  |  |  |
| 諸葛恪 | 諸葛恪 | 諸葛恪 | 諸葛恪 | 諸葛恪 | 諸葛恪 | 諸葛喬 | 諸葛喬 | 諸葛喬 | 諸葛喬 | 諸葛喬 | 諸葛喬 | 諸葛融 | 諸葛融 | 諸葛融 | 諸葛融 | 諸葛融 | 諸葛融 | 諸葛瞻 | 諸葛瞻 | 諸葛瞻 | 諸葛瞻 | 諸葛瞻 | 諸葛瞻 | 諸葛懐 | 諸葛懐 | 諸葛懐 | 諸葛懐 | 諸葛懐 | 諸葛懐 | 諸葛望 | 諸葛望 | 諸葛望 | 諸葛望 | 諸葛望 | 諸葛望 |  |  |    |    |    |    |    |    |  |  |        |        |        |        |        |        | 龐宏 | 龐宏 | 龐宏 | 龐宏 | 龐宏 | 龐宏 |      |      |      |      |      |      | 諸葛靚 | 諸葛靚 | 諸葛靚 | 諸葛靚 | 諸葛靚 | 諸葛靚 |  |  |  |  |  |  |  |  |  |  |  |  |  |  |  |  |  |  |  |  |  |  |  |  |  |  |  |  |  |  |  |  |  |  |  |  |  |  |  |  |  |  |  |  |  |  |
|        |        |        |        |        |        |        |        |        |        |        |        |        |        |        |        |        |        |        |        |        |        |        |        |        |        |        |        |        |        |        |        |        |        |        |        |  |  |    |    |    |    |    |    |  |  |        |        |        |        |        |        |      |      |      |      |      |      |      |      |      |      |      |      |        |        |        |        |        |        |  |  |  |  |  |  |  |  |  |  |  |  |  |  |  |  |  |  |  |  |  |  |  |  |  |  |  |  |  |  |  |  |  |  |  |  |  |  |  |  |  |  |  |  |  |  |
|        |        |        |        |        |        | 諸葛攀 | 諸葛攀 | 諸葛攀 | 諸葛攀 | 諸葛攀 | 諸葛攀 |        |        |        |        |        |        | 諸葛尚 | 諸葛尚 | 諸葛尚 | 諸葛尚 | 諸葛尚 | 諸葛尚 | 諸葛京 | 諸葛京 | 諸葛京 | 諸葛京 | 諸葛京 | 諸葛京 | 諸葛質 | 諸葛質 | 諸葛質 | 諸葛質 | 諸葛質 | 諸葛質 |  |  |    |    |    |    |    |    |  |  |        |        |        |        |        |        |      |      |      |      |      |      |      |      |      |      |      |      | 諸葛恢 | 諸葛恢 | 諸葛恢 | 諸葛恢 | 諸葛恢 | 諸葛恢 |  |  |  |  |  |  |  |  |  |  |  |  |  |  |  |  |  |  |  |  |  |  |  |  |  |  |  |  |  |  |  |  |  |  |  |  |  |  |  |  |  |  |  |  |  |  |
|        |        |        |        |        |        | 諸葛攀 | 諸葛攀 | 諸葛攀 | 諸葛攀 | 諸葛攀 | 諸葛攀 |        |        |        |        |        |        | 諸葛尚 | 諸葛尚 | 諸葛尚 | 諸葛尚 | 諸葛尚 | 諸葛尚 | 諸葛京 | 諸葛京 | 諸葛京 | 諸葛京 | 諸葛京 | 諸葛京 | 諸葛質 | 諸葛質 | 諸葛質 | 諸葛質 | 諸葛質 | 諸葛質 |  |  |    |    |    |    |    |    |  |  |        |        |        |        |        |        |      |      |      |      |      |      |      |      |      |      |      |      | 諸葛恢 | 諸葛恢 | 諸葛恢 | 諸葛恢 | 諸葛恢 | 諸葛恢 |  |  |  |  |  |  |  |  |  |  |  |  |  |  |  |  |  |  |  |  |  |  |  |  |  |  |  |  |  |  |  |  |  |  |  |  |  |  |  |  |  |  |  |  |  |  |
|        |        |        |        |        |        | 諸葛顕 |        |        |        |        |        |        |        |        |        |        |        |        |        |        |        |        |        |        |        |        |        |        |        |        |        |        |        |        |        |  |  |    |    |    |    |    |    |  |  |        |        |        |        |        |        |      |      |      |      |      |      |      |      |      |      |      |      |        |        |        |        |        |        |  |  |  |  |  |  |  |  |  |  |  |  |  |  |  |  |  |  |  |  |  |  |  |  |  |  |  |  |  |  |  |  |  |  |  |  |  |  |  |  |  |  |  |  |  |  |

### 諸葛亮の子孫たち
中国には諸葛亮の子孫が集まったとされる諸葛八卦村が浙江省金華市蘭谿市諸葛鎮にあり、住民3000人のうち8割が「諸葛」姓となっている。国外へ移住した華人を含めて家系図を十数年に一度更新しており、2020年時点では中国国内のほか欧米、東南アジア、日本に合計1万3000人の「子孫」がいる。
村には、諸葛亮の子孫である証拠として『諸葛氏宗譜』という家譜（系譜）が伝えられ、『諸葛氏宗譜』によると、諸葛亮の孫・諸葛尚は、父・諸葛瞻と共に蜀漢滅亡時に戦死したが、諸葛尚の弟・諸葛京は生き延びて西晋に仕え、十五世孫・諸葛浰が浙江に入り、二十八世孫・諸葛大獅が高隆崗に移住したのが村の始まり（元代中期：1340年頃）という。村では古くから薬剤業が盛んで、これは「良い丞相になれなければ、良い医者になれ」という諸葛亮の言葉が伝えられたためとするが、この言葉は史書にも『三国志演義』にも見当たらず、唯一、元代の『三国志平話』でのみ、関平が「丞相は良い医者」と説明する場面がある。
近年になって発見された家系図があるとはいえ、諸葛亮自身も1800年も前の人物であるので、実際に彼らが諸葛亮の子孫なのかどうかは家系図以外に実証する資料がない。諸葛亮が伝来させたという文化をよく守り、諸葛八卦村は1996年に、中国国家重点文物保護単位第4陣に指定された。また、国家4A級観光スポットである。
清の張澍『諸葛忠武侯文集』に引く『雑記』によれば、諸葛質（諸葛瞻の子）という孫がおり、また同書に引く『諸葛氏譜』によれば諸葛懐という息子と甥の諸葛望（諸葛均の子）、さらに魏了翁『朝真観記』および張澍の注によれば諸葛果という娘がいたとされる。諸葛果は成都近くの道観で修行し、ついに仙人となって昇天したという。しかし、歴史学者の張崇琛によると、張澍が記した諸葛一族は後世の創作であろうと指摘している。

## 諸葛亮の丞相府
諸葛亮の丞相府は、以下の人々によって運営された。
- 丞相長史（署諸曹事）： 王連、向朗、楊儀
- 留府長史（丞相領兵出則統留事）： 張裔、蔣琬、馬忠
- 主簿（録省衆事）： 董厥、胡済、宗預、楊顒、楊戯
- 参軍： 馬謖、楊儀、廖化、宗預、張裔、蔣琬、費禕、王平、馬忠、胡済、李邈、姚伷、閻安、爨習、杜義、杜祺、盛勃
- 西曹・東曹： 西曹掾・李邵、西曹属・頼広、東曹掾・蔣琬、東曹属・楊顒

その丞相府に以下の人々が協力して蜀の政権運営にあたった。
- 司徒：許靖
- 尚書令： 法正、劉巴、李厳、陳震
- 尚書僕射： 李福

また、諸葛亮は益州牧を兼ねており、その益州府の行政は楊洪ら治中従事、秦宓ら別駕従事、姚伷ら功曹従事、杜瓊ら議曹従事、張爽ら勧学従事、譙周ら典学従事、常房ら部郡従事、何祗ら督軍従事、何宗ら従事祭酒らが担当した。

## 諸葛亮を主題とした作品
漢詩
- 『蜀相』（杜甫）
- 『古跡を詠懐す』（其の五）（杜甫）
- 『八陣の図』（杜甫）
- 『憤りを書す』（陸游）
- 『五丈原』（胡曾）
- 『司馬仲達、武侯の営址を観る図に題す』（頼山陽）
- 『武侯の墓』（竹添井井）
- 『自賛肖像』（吉田松陰）
- 成都武侯祠の対聯

京劇
- 『空城計』

新体詩
- 『星落秋風五丈原』（土井晩翠）

小説
- 陳舜臣『諸葛孔明』中央公論社、1991年。上 ISBN 9784120020032／下 ISBN 9784120020049（中公文庫、1993年）
- 宮城谷昌光 『諸葛亮』日経BP、2023年。上 ISBN 9784296117505／下 ISBN 9784296117512

テレビドラマ
- 『三国志 諸葛孔明（中国語版）』（1985年、中国、主演：李法曽）

映画
- 『赤壁の戦い -軍神 孔明-』（別邦題：『真・三国志 天地戦乱』、1999年、台湾、演：劉永）
- 『レッドクリフ』二部作（2008年、中国・香港・台湾・日本・韓国合作、演：金城武）

漫画
- 小池一夫、平野仁『青春の尻尾』（小学館 全6巻）1975年
- 諏訪緑『諸葛孔明 時の地平線』（小学館プチフラワーコミックス 全14巻／小学館文庫 全8巻）2000-2007年
- 杜康潤『孔明のヨメ。』（芳文社まんがタイムコミックス 9巻まで）2011年-連載中
- 四葉夕ト作・小川亮画『パリピ孔明』 （講談社ヤングマガジンコミックス 既刊14巻）2019年-連載中
  - 2022年にアニメ化。2023年にテレビドラマ化（主演：向井理）。

舞台
- 音楽朗読劇『孔明最後の一夜』（2021年1月、新歌舞伎座、演：諏訪部順一）[123]

ゲーム
- 『三國志孔明伝』（光栄〈現・コーエーテクモゲームス〉）